# 2016年の日本
2016年の日本（2016ねんのにほん）では、2016年（平成28年）の日本の出来事・流行・世相などについてまとめる。

## 他の紀年法
日本では、西暦の他にも以下の紀年法を使用している。なお、以下の紀年法は西暦と月日が一致している。
- 元号
  - 平成28年
- 神武天皇即位紀元
  - 皇紀2676年
- 干支
  - 丙申（ひのえ さる）

## カレンダー
| 1月 |    |    |    |    |    |    |
| 日  | 月 | 火 | 水 | 木 | 金 | 土 |
|     |    |    |    |    | 1  | 2  |
| 3   | 4  | 5  | 6  | 7  | 8  | 9  |
| 10  | 11 | 12 | 13 | 14 | 15 | 16 |
| 17  | 18 | 19 | 20 | 21 | 22 | 23 |
| 24  | 25 | 26 | 27 | 28 | 29 | 30 |
| 31  |    |    |    |    |    |    |
|     |    |    |    |    |    |    |

| 2月 |    |    |    |    |    |    |
| 日  | 月 | 火 | 水 | 木 | 金 | 土 |
|     | 1  | 2  | 3  | 4  | 5  | 6  |
| 7   | 8  | 9  | 10 | 11 | 12 | 13 |
| 14  | 15 | 16 | 17 | 18 | 19 | 20 |
| 21  | 22 | 23 | 24 | 25 | 26 | 27 |
| 28  | 29 |    |    |    |    |    |
|     |    |    |    |    |    |    |

| 3月 |    |    |    |    |    |    |
| 日  | 月 | 火 | 水 | 木 | 金 | 土 |
|     |    | 1  | 2  | 3  | 4  | 5  |
| 6   | 7  | 8  | 9  | 10 | 11 | 12 |
| 13  | 14 | 15 | 16 | 17 | 18 | 19 |
| 20  | 21 | 22 | 23 | 24 | 25 | 26 |
| 27  | 28 | 29 | 30 | 31 |    |    |
|     |    |    |    |    |    |    |

| 4月 |    |    |    |    |    |    |
| 日  | 月 | 火 | 水 | 木 | 金 | 土 |
|     |    |    |    |    | 1  | 2  |
| 3   | 4  | 5  | 6  | 7  | 8  | 9  |
| 10  | 11 | 12 | 13 | 14 | 15 | 16 |
| 17  | 18 | 19 | 20 | 21 | 22 | 23 |
| 24  | 25 | 26 | 27 | 28 | 29 | 30 |
|     |    |    |    |    |    |    |

| 5月 |    |    |    |    |    |    |
| 日  | 月 | 火 | 水 | 木 | 金 | 土 |
| 1   | 2  | 3  | 4  | 5  | 6  | 7  |
| 8   | 9  | 10 | 11 | 12 | 13 | 14 |
| 15  | 16 | 17 | 18 | 19 | 20 | 21 |
| 22  | 23 | 24 | 25 | 26 | 27 | 28 |
| 29  | 30 | 31 |    |    |    |    |
|     |    |    |    |    |    |    |

| 6月 |    |    |    |    |    |    |
| 日  | 月 | 火 | 水 | 木 | 金 | 土 |
|     |    |    | 1  | 2  | 3  | 4  |
| 5   | 6  | 7  | 8  | 9  | 10 | 11 |
| 12  | 13 | 14 | 15 | 16 | 17 | 18 |
| 19  | 20 | 21 | 22 | 23 | 24 | 25 |
| 26  | 27 | 28 | 29 | 30 |    |    |
|     |    |    |    |    |    |    |

| 7月 |    |    |    |    |    |    |
| 日  | 月 | 火 | 水 | 木 | 金 | 土 |
|     |    |    |    |    | 1  | 2  |
| 3   | 4  | 5  | 6  | 7  | 8  | 9  |
| 10  | 11 | 12 | 13 | 14 | 15 | 16 |
| 17  | 18 | 19 | 20 | 21 | 22 | 23 |
| 24  | 25 | 26 | 27 | 28 | 29 | 30 |
| 31  |    |    |    |    |    |    |
|     |    |    |    |    |    |    |

| 8月 |    |    |    |    |    |    |
| 日  | 月 | 火 | 水 | 木 | 金 | 土 |
|     | 1  | 2  | 3  | 4  | 5  | 6  |
| 7   | 8  | 9  | 10 | 11 | 12 | 13 |
| 14  | 15 | 16 | 17 | 18 | 19 | 20 |
| 21  | 22 | 23 | 24 | 25 | 26 | 27 |
| 28  | 29 | 30 | 31 |    |    |    |
|     |    |    |    |    |    |    |

| 9月 |    |    |    |    |    |    |
| 日  | 月 | 火 | 水 | 木 | 金 | 土 |
|     |    |    |    | 1  | 2  | 3  |
| 4   | 5  | 6  | 7  | 8  | 9  | 10 |
| 11  | 12 | 13 | 14 | 15 | 16 | 17 |
| 18  | 19 | 20 | 21 | 22 | 23 | 24 |
| 25  | 26 | 27 | 28 | 29 | 30 |    |
|     |    |    |    |    |    |    |

| 10月 |    |    |    |    |    |    |
| 日   | 月 | 火 | 水 | 木 | 金 | 土 |
|      |    |    |    |    |    | 1  |
| 2    | 3  | 4  | 5  | 6  | 7  | 8  |
| 9    | 10 | 11 | 12 | 13 | 14 | 15 |
| 16   | 17 | 18 | 19 | 20 | 21 | 22 |
| 23   | 24 | 25 | 26 | 27 | 28 | 29 |
| 30   | 31 |    |    |    |    |    |
|      |    |    |    |    |    |    |

| 11月 |    |    |    |    |    |    |
| 日   | 月 | 火 | 水 | 木 | 金 | 土 |
|      |    | 1  | 2  | 3  | 4  | 5  |
| 6    | 7  | 8  | 9  | 10 | 11 | 12 |
| 13   | 14 | 15 | 16 | 17 | 18 | 19 |
| 20   | 21 | 22 | 23 | 24 | 25 | 26 |
| 27   | 28 | 29 | 30 |    |    |    |
|      |    |    |    |    |    |    |

| 12月 |    |    |    |    |    |    |
| 日   | 月 | 火 | 水 | 木 | 金 | 土 |
|      |    |    |    | 1  | 2  | 3  |
| 4    | 5  | 6  | 7  | 8  | 9  | 10 |
| 11   | 12 | 13 | 14 | 15 | 16 | 17 |
| 18   | 19 | 20 | 21 | 22 | 23 | 24 |
| 25   | 26 | 27 | 28 | 29 | 30 | 31 |
|      |    |    |    |    |    |    |

## 在職者
- 天皇：明仁
- 内閣総理大臣：安倍晋三（自由民主党）
- 内閣官房長官：菅義偉（自由民主党）
- 衆議院議長：大島理森（自由民主党）
- 参議院議長：7月25日まで山崎正昭（自由民主党）、8月1日から伊達忠一（自由民主党）
- 最高裁判所長官：寺田逸郎
- 国会：第190回（常会, 1月4日 - 6月1日）第191回（臨時会, 8月1日 - 8月3日）第192回（臨時会, 9月26日 - 12月17日）

## 世相
政治
明仁天皇が象徴としての天皇の務めなどについて自ら心情を表明したことで、政府内でも有識者会議が開かれ、生前譲位（退位）の議論が活発化した。
安倍晋三内閣率いるアベノミクスがセカンドステージに入り、新3本の矢である、「GDP600兆円」・「合計特殊出生率1.8」・「介護離職ゼロ」による、「一億総活躍社会」を目指すと各種政策を打ち出した。
野党側では、民主党と維新の党などが合流して民進党が成立した。
東京都知事（当時）の舛添要一が自身の政治資金問題などで辞職したことを受けて執行された都知事選で小池百合子（衆議院議員）が当選し、築地市場移転問題、東京五輪会場の問題などに取り組んだ。築地市場移転問題では最大の焦点であった豊洲市場に関し、11月に開場（築地市場より移転）予定であったが、直前に土壌汚染対策を始めとして様々な問題が露呈したことから開場が延期された。
外交では、5月に伊勢志摩サミットが開催されたほか、サミット後にアメリカ合衆国大統領のバラク・オバマが現職米大統領として初めて広島を訪問した。8月のリオ五輪閉会式では安倍晋三首相がマリオに扮して登場し話題となった。また12月にはロシア大統領のウラジーミル・プーチンが日本を訪問した。
経済
日銀がマイナス金利政策を導入したことにより、長期金利が過去最低を更新した。
社会
税や社会保障に関連する共通番号制度（通称「マイナンバー」）が運用開始。
学術
大隅良典によるオートファジーの仕組みの解明へのノーベル生理学・医学賞受賞、理化学研究所による新元素ニホニウムの名称決定などがあった。
交通
鉄道では、3月に北海道新幹線が開業した一方、急行「はまなす」が廃止となり、ブルートレインが完全に消滅した。
犯罪・不祥事・社会問題
7月には神奈川県相模原市で、19人が殺害され戦後最悪の死者数となった相模原障害者施設殺傷事件が発生した。また、著名人の違法薬物所持・使用容疑による逮捕が相次いだ。一方で、この年の刑法犯認知件数は99万6204件と、記録が残る1946年（昭和21年）以降初めて100万件を下回った。殺人・殺人未遂事件も896件と戦後最少となった。
主な企業などの不祥事として、旅行大手JTBによる顧客情報流出、三菱自動車の燃費データ不正問題、化血研による血液製剤の不正製造、電通による労働基準外の長時間労働による過労死、残業時間の過少申告などが発生または発覚した。
自殺者は7年連続で減少し、21,764人（男性15,017人、女性6747人）と1994年ぶりに2万2千人を下回り、減少率は9.4%と過去最大（1978年の統計開始以降）で、女性の自殺者は過去最少となった。
事故・災害
事故として、1月15日には軽井沢スキーバス転落事故が発生し、貸切バス事業の大きな問題が改めて浮き彫りにされた。
大規模災害としては、4月には熊本地震が発生し熊本県各地に、8月には台風10号が発生し東北・北海道各地に、10月21日には鳥取県中部地震が発生し鳥取県内に被害を及ぼした。
物故
大橋巨泉、蜷川幸雄、九重親方（元横綱千代の富士）、永六輔など、昭和期に活躍した著名人が死去した。
スポーツ
リオ五輪にて錦織圭、内村航平、伊調馨選手らが各種目で活躍、日本のメダル獲得数は金12、銀8、銅21の計41個で全世界7位と過去最高の成績を収めた。
MLBではイチロー選手が通算3000安打を達成した。プロ野球では、広島東洋カープの25年ぶりのセ・リーグ優勝と、日本一となった北海道日本ハムファイターズの大谷翔平の活躍ぶりが話題となった。
大相撲では、初場所で琴奨菊和弘が、秋場所で豪栄道豪太郎が優勝し、日本出身力士が10年ぶりに幕内最高優勝を果たした。
エンターテイメント
『君の名は。』や『シン・ゴジラ』などの邦画が大ヒットして、映画全体の興行収入でも現在の統計方式に切り替わった2000年以降で過去最高を更新した（後節「#映画」も参照）。
「Pokémon GO」などの位置情報ゲーム、ピコ太郎によるPPAPなどがスマートフォンを通して広がった。家庭用ゲームではヘッドマウントディスプレイを用いたVRゲームも登場している。
また、40年にわたって週刊少年ジャンプに連載されていた『こちら葛飾区亀有公園前派出所』の連載が終了した。
国民的アイドルグループのSMAPが12月31日限りでの解散を発表し、種々の騒動を巻き起こした。

### 2016年の流行語
「神ってる」（緒方孝市〈広島東洋カープ監督〉・鈴木誠也〈広島東洋カープ外野手〉）が新語・流行語大賞の年間大賞を受賞した（その他の受賞語は後節「#流行語」も参照）。

### 2016年の漢字
「金」・・・リオ五輪において日本選手団の金メダルラッシュ・舛添要一東京都知事（当時）の政治とカネの問題など。
なお、「金」は2012年以来4年ぶり3回目の選出となった。

### 周年
以下に、過去の主な出来事からの区切りの良い年数（周年）を記す。
- ロッキード事件から40年。
  - 2月 - 事件発覚。
  - 7月27日 - 前内閣総理大臣（当時）の田中角栄が逮捕。
- 1月1日
  - サッポロ一番シリーズ（サンヨー食品）発売開始50周年[注釈 1]。
  - ちびまる子ちゃん連載開始30周年。
- 1月2日 - ウルトラシリーズ生誕50周年[注釈 2]。
- 1月8日 - 名探偵コナンのアニメ放送開始20周年。
- 1月15日
  - 中日ドラゴンズ球団創設80周年[c 1]。
  - スパリゾートハワイアンズ（開業当時は常磐ハワイアンセンター）開業50周年。
- 1月19日 - NHKのど自慢放送開始70周年[注釈 3]。
- 1月20日 - 宅急便（ヤマト運輸）サービス開始40周年。
- 1月26日 - 新大久保駅乗客転落事故から15年[a 11]。
- 1月31日 - ヤフー株式会社（Yahoo! Japan）設立20周年。
- 2月2日 - 徹子の部屋（テレビ朝日）放送開始40周年。
- 2月4日 - 全日空羽田沖墜落事故（発生当時世界最悪の航空事故）から50周年。
- 2月6日 - 週刊新潮（新潮社）創刊60周年。
  - 学校法人西南学院創立100周年。
- 2月16日 - 神戸空港開港10周年。
- 2月23日 - 東京中日スポーツ創刊60周年[注釈 4]。
- 2月26日 - 二・二六事件から80周年[a 12]。
- 2月27日 - ポケットモンスターシリーズ発売開始20周年[注釈 5]。
- 3月3日 - 全日本空輸（ANA）国際定期便就航30周年。
- 3月6日
  - 日刊スポーツ創刊70周年。
  - 室蘭女子高生失踪事件から15年。
- 3月8日 - 承子女王30歳。
- 3月11日
  - 東日本大震災発生から5周年。
  - 福島第一原子力発電所事故から5周年。
- 3月12日 - 九州新幹線博多駅-新八代駅間開通から5周年。
- 3月16日 - 北九州空港開港10周年。
- 3月19日 - JR東日本・京成電鉄成田空港駅開業25周年。
- 3月24日 - 平成13年芸予地震発生から15年。
- 3月31日 - ユニバーサル・スタジオ・ジャパン開園15周年。
- 4月1日
  - 東京都庁の西新宿移転から25周年。
  - 男女雇用機会均等法施行から30周年。
  - 東京工科大学開学30周年。
- 4月3日 - 仮面ライダーシリーズ生誕45周年[注釈 6]。
- 4月6日 - 中央公論新社創業130周年[注釈 7]。
- 4月8日 - Dr.スランプ アラレちゃん放映35周年[b 1]
- 4月15日 - SMAP×SMAP（フジテレビ）放送開始20周年[注釈 8]。
- 4月22日 - サザエさん生誕70周年[注釈 9]。
- 4月26日 - ハーモニーランド開園25周年。
- 4月27日 - 警視庁で日本初の婦人警官（女性警察官）が採用されてから70周年[a 13]。
- 4月30日 - レッサーパンダ帽男殺人事件から15年。
- 5月1日 - さいたま市発足15周年。
- 5月8日
  - ホンダ・アコード発売40周年[b 2]。
  - 武富士弘前支店強盗殺人・放火事件から15年。
- 5月15日 - 笑点（日本テレビ）放送開始50周年。
- 5月27日 - ドラゴンクエストシリーズ発売開始30周年[注釈 10]。
- 6月1日 - 成田国際空港第1旅客ターミナル南ウイング供用開始10周年。
- 6月8日 - 大阪教育大附属池田小児童殺傷事件から15年。
- 6月13日 - 福岡空港ガルーダ航空機離陸事故から20年。
- 6月20日 - 東北新幹線上野駅-東京駅間開業25周年。
- 6月21日 - 名護市女子中学生拉致殺害事件から20年。
- 6月22日 - こちら葛飾区亀有公園前派出所連載開始40周年。
- 6月24日 - 京福電気鉄道越前本線列車衝突事故から15年。
- 6月30日 - ザ・ビートルズ日本公演から50周年[注釈 11]
- 7月1日
  - 航空会社のスカイメイト制度導入50周年。
  - 写ルンです（富士フイルム）発売30周年。
- 7月7日
  - ACジャパン設立45周年[注釈 12]。
  - 太田市パチンコ店女児失踪事件から20年。
- 7月21日 - 明石花火大会歩道橋事故から15年。
- 8月22日 - 伊藤園創業50周年[注釈 13]。
- 9月1日
  - ラジオ民間放送開始65周年[注釈 14]。
  - チャルメラしょうゆ味（明星食品）発売開始50周年。
  - 歌舞伎町ビル火災から15年。
- 9月4日 - 東京ディズニーシー開園15周年。
- 9月6日 - 悠仁親王10歳[a 14]。
- 9月9日
  - SMAPデビュー25周年。
  - 柴又女子大生放火殺人事件から20年。
- 9月11日 - 文仁親王妃紀子50歳。
- 9月18日 - カップヌードル（日清食品）発売開始45周年。
- 9月24日 - 天草五橋開通50周年。
- 10月1日
  - 福島県いわき市発足50周年。
  - ポッキー（江崎グリコ）発売開始50周年。
- 10月8日 - 兵庫県尼崎市市制施行100周年。
- 10月19日 - 「めちゃ×2イケてるッ！」放送開始20周年
- 10月23日 - 眞子内親王25歳。
- 10月28日
  - 週刊プレイボーイ（集英社）創刊50周年。
  - 通天閣（二代目）開業60周年。[a 15]
- 11月1日 - 国立劇場開場50周年。
- 11月5日 - カローラシリーズ（トヨタ自動車）誕生50周年[注釈 15]。
- 11月23日 - たまごっち（バンダイ）発売開始20周年。
- 11月26日 - 大分自動車道全線開通20周年
- 11月28日 - 週刊漫画TIMES（芳文社）創刊60周年。
- 11月29日 - 東京メトロ南北線開業25周年（開業当時は駒込駅-赤羽岩淵駅間のみ）。
- 12月1日
  - 北海道銘菓「白い恋人」（石屋製菓）発売開始40周年。
  - 愛子内親王15歳。
- 12月2日 - 任天堂の家庭用ゲーム機「Wii」の発売開始から10周年。
- 12月8日 - 太平洋戦争（当時の日本における呼称は「大東亜戦争」）開戦（真珠湾攻撃）75周年。（現地時間12月7日）
- 12月9日 - 夏目漱石没後100周年。
- 12月11日 - 大阪市営地下鉄長堀鶴見緑地線、心斎橋駅 - 京橋駅間の開業20周年
- 12月12日 - ニコニコ動画設立及び動画共有サービス開始10周年[注釈 16]。
- 12月17日 - 在ペルー日本大使公邸占拠事件発生20年
- 12月18日 - 日本、国際連合加盟60周年[c 2]。
- 12月20日 - 彬子女王35歳。
- 12月25日
  - 大正天皇崩御から90周年。
  - 大正から昭和に改元して90周年。
  - TBSラジオ開局65周年[注釈 17]。

## できごと

### 1月
- 1日
  - 和歌山県が津波観測情報を2回誤配信[a 16]。
  - 朝霞市役所HPの問い合わせフォームに、1月8日15時34分に市役所を爆破する旨の書き込みがあり、警察が威力業務妨害容疑で捜査を始め、朝霞市が1月8日の不要不急の市役所利用を控えるよう呼びかけた。なお、爆破予告は前年6月と10月にもあり、6月には市役所の施設が一時閉鎖され、職員が避難した[a 17][e 1]。
- 3日 - 埼玉県本庄市の化学メーカーの工場で、硝酸を使った洗浄が行われていたタンクが爆発破損し、4人が病院に搬送され、うち2名が死亡[a 18]。
- 5日 - 13時15分頃、大阪（伊丹空港）発青森行き日本航空2153便（ボンバルディア製）の主翼フラップに不具合が発生し、仙台空港に着陸[a 19]。
- 7日 - 埼玉県戸田市の工事現場でコンクリートが落下し、土木作業員が下敷きとなり意識不明の重体[a 20]。
- 8日 - 厚生労働省、熊本市にある血液製剤やワクチンなどのメーカー「化血研（化学及血清療法研究所）」が国の承認を受けていない方法で40年以上にわたり血液製剤を製造していた問題で、医薬品医療機器法（旧薬事法）に基づき化血研に対して製薬会社に対する処分の期間としてはこれまでで最も長い110日間の業務停止を下す。なお、代替品が無いとの理由で全35製品のうち処分対象は8製品に限られ、それ以外の製品は引き続き出荷を認める[a 21]。
- 10日 - NHK大河ドラマ『真田丸』放送開始（-12月18日）[a 22]。
- 11日 - NHKの現職アナウンサー・塚本堅一が、自宅で危険ドラッグを所持していた疑いで、1月10日に厚生労働省関東信越厚生局麻薬取締部に逮捕されていたことが判明[a 23]。
- 12日 - 強姦罪で起訴され、懲役4年の一審判決を受けた鹿児島市の男性に対し、被害女性の体内から、男性とは別人のDNAが検出されたことに基づき、控訴審判決で逆転無罪判決[a 24]。
- 13日
  - アイドルグループ・SMAPのメンバー5人のうち木村拓哉以外の4人（中居正広、稲垣吾郎、草彅剛、香取慎吾）が、所属事務所のジャニーズ事務所を退社することにより、SMAPが解散する可能性が出てきたことが報道される[a 25]。
  - 衆議院予算委が3.3兆円の2015年補正予算案を可決、参議院に送付[a 26]。
  - 東京地方裁判所、世界平和統一家庭連合信者の元夫が教団を相手取り、「教団の指示を受けた元妻に自分の金を無断で献金に使われた」として賠償を求めていた裁判で、「教団は元夫の意思に反する献金だと認識していた」として3400万円余りの賠償を命じる判決。教団は「判決内容は全く証拠に基づかない不当な認定であり、控訴を検討してる」とコメント[a 27]。
  - 最高裁判所が元オウム真理教信者の平田信の上告を棄却、懲役9年の判決が確定[a 28]。
- 14日
  - 神奈川県横須賀市で警察官が男に拳銃を奪われ、撃たれて重傷を負う事件発生[a 29][a 30]。
  - 政府、翌年のUNESCOの世界文化遺産候補に、福岡県の「『神宿る島』宗像・沖ノ島と関連遺産群」を推薦することを決定[a 31]。
- 15日 - 午前2時頃、長野県北佐久郡軽井沢町の国道18号碓氷バイパスの入山峠付近で、前日に東京・原宿を出発し、長野県飯山市の斑尾高原に向かっていた乗員・乗客計41人が乗った夜行バスが崖下に転落、15名が死亡し、26人が負傷[a 32][a 33]。バスの乗客は、東京の旅行会社が企画したスキーツアーの客だった[a 34]。
- 18日 - アイドルグループ・SMAPが解散する可能性が出てきたという一連の報道（上記、1月13日の出来事も参照）を受け、フジテレビ系列で放送された『SMAP×SMAP』（関西テレビ・フジテレビ共同制作）は内容の一部を急遽生放送に差し替え[a 35]、放送ではメンバー全員が生出演し、今回の騒動について謝罪した上で、グループの存続を発表[a 36]。
- 19日 - 第154回直木賞に青山文平の『つまをめとらば』[c 3]、第154回芥川賞に滝口悠生の『死んでいない者』と本谷有希子の『異類婚姻譚（いるいこんいんたん）』をそれぞれ選出[c 4]。
- 20日 - 東京地方検察庁特別捜査部と公正取引委員会、震災で被害を受けた東北自動車道や常磐自動車道・磐越自動車道などを管理する東日本高速道路（NEXCO東日本）の東北支社が2011年夏、“震災復旧工事”として発注した東北地方の高速道路12件の工事の入札などにおいて、20の道路舗装会社が談合により落札企業や入札価格を調整した私的独占の禁止及び公正取引の確保に関する法律（独占禁止法）違反（不当な取引制限）容疑で、工事に関わった道路舗装会社（日本道路・前田道路・大成ロテック・東亜道路工業など）の本社や東北支社などの家宅捜索を行い、強制捜査に着手[a 37]。
- 22日 - 神奈川県警察、Yahoo! JAPANなどにアイドルなどのIDとパスワードを使ってログインして写メール等をのぞき見し、県職員や女子学生等の個人情報をメールを使用して収集していたとして、不正アクセス行為の禁止等に関する法律違反と岐阜県個人情報保護条例違反の両容疑で岐阜県県職員の男性職員を逮捕[a 38][a 39]。
- 24日
  - 米軍普天間飛行場の返還・移設問題を争点とする沖縄県宜野湾市市長選挙で、2期目を目指した現職の佐喜眞淳（自民・公明推薦）が、翁長雄志沖縄県知事らが支援する新人の志村恵一郎を退け、再選を果たす[a 40]。
  - 米軍岩国基地への空母艦載機移駐を争点とする山口県岩国市市長選挙で、無所属で現職の福田良彦（自民・公明推薦）が、無所属新人の姫野敦子を大差で破り、3度目の当選[a 41]。
- 25日
  - 宮城県仙台市の積雪した路地でデイサービス施設・アースサポート仙台青葉の送迎車（スタッドレスタイヤ装着）が道路から3m下の駐車場に落下し、1人が死亡、3人が軽傷、運転手を自動車運転処罰法違反（過失運転致傷）容疑で逮捕[a 42][a 43]。
  - 嘉手納基地にF-22戦闘機12機が飛来。周辺自治体でつくる協議会は「騒音被害が懸念される」として米国へ抗議することを検討している。飛来した戦闘機は、横田基地に20日以降に飛来したうちの一部とみられている[a 44]。
- 28日
  - 国産初のステルス実験機「X-2」が初公開[a 45]。
  - 防衛大臣中谷元、「北朝鮮が長距離弾道ミサイルを発射する兆候がある」として自衛隊に破壊措置命令を出す[a 46]。
  - 東京入国管理局、41歳の職員を「無断で150人の外国人に対し在留資格が認められたことを証明する文書を交付した」として懲戒免職とするとともに、有印公文書偽造や行使などの疑いで東京地方検察庁に刑事告発[a 47]。
- 29日
  - 長野県松本市の県道で雪の重みによる倒木で塞がれ、扉温泉の利用客や従業員ら約120人が孤立[a 48]。
  - 破壊措置命令を受け防衛省が市谷の敷地内に自衛隊のPAC3を配備。SM3を搭載する海上自衛隊のイージス艦も展開[a 46]。
  - 福井県の関西電力高浜原子力発電所3号機が再稼働[a 49]。翌30日には、核分裂が安定して続く「臨界」に達し、2月1日に発送電開始[a 50]。
- 30日 - 天皇と皇后がフィリピンから帰国[a 51]。
- 31日 - 中国軍機が事前通報なしに日本及び韓国の防空識別圏を侵犯し、史上初めて対馬海峡を横断し日本海まで往復飛行を行う。毎日新聞は「北朝鮮のミサイル発射に向けた動きを受け、迎撃のため展開する海上自衛隊のイージス艦などの情報を収集している可能性があるとみられる」と伝え、朝鮮日報は「米中日の軍事力競争の影響が韓半島にまで及んだ」と伝えた[a 52]。

### 2月
- 2日
  - 元朝鮮大学校経営学部副学部長「架空の人物になりすまして不正入手したクレジットカードを利用し、パソコンの周辺機器などを購入した」として詐欺容疑で逮捕[a 53]。
- 3日 - 西武ライオンズ・読売ジャイアンツ、オリックス・バファローズで活躍した元プロ野球選手のタレント・清原和博が、マンションの自宅にて覚せい剤取締法違反（所持）の現行犯で逮捕[a 54]。
- 4日 - 千葉県浦安市の集合住宅でエレベーターを止めて利用者を閉じ込め、茨城県つくば市でもホテルのエレベーターを止めたとして、監禁罪と威力業務妨害罪で起訴された元シンドラーエレベータ社員に検察が懲役2年を求刑[a 55]。
- 5日 - 米国籍の人物が成田国際空港で拳銃を所持していたとして銃砲刀剣類所持等取締法違反容疑で逮捕[a 56]。
- 7日 - 北朝鮮が9時37分ごろ長距離弾道ミサイルを発射し、沖縄県地方の上空を通過、沖縄都市モノレール（ゆいレール）が一時運転を見合わせる[a 57]などの影響。
- 10日
  - 横浜地方裁判所、川崎市中1男子生徒殺害事件の主犯とされている被告の少年に対し、懲役9年から13年の不定期実刑判決[a 58]。
  - 7日に札幌市豊平区で母娘2人が殺傷された事件で、全国に指名手配されていた娘の元夫が美幌町の山中で車に乗った状態で発見され、3時間後に殺人未遂容疑で逮捕[a 59]。
- 13日 - 山口県警察、必要な国の登録を受けずに、インターネット上で投資会社への出資を募っていたとして、運営者を金融商品取引法違反の疑いで逮捕[a 60]。
- 14日 - 福岡県久留米市のイベント「城島酒蔵びらき」の会場内の屋台で、着火用のガスボンベが破裂、11人が負傷[a 61]。
- 15日 - 法務省、2003年から2004年に広島県と岡山県で男女2人を殺害し、強盗殺人罪などで2011年に死刑が確定し広島拘置所に収容されていた84歳の死刑囚が、アルツハイマー病に伴う摂食障害と衰弱で14日に広島県内にある拘置所外の病院で死亡したと発表[a 62]。これにより、刑事施設に収容されている未執行の確定死刑囚は125人となった。
- 16日
  - 神奈川県川崎市の老人ホームで2014年11〜12月に3人が転落死した事件で、元職員を1人を殺害した容疑で逮捕、残りの2人についても殺害を認める[a 63]。
  - NHK、危険ドラッグを製造した罪で罰金50万円の略式命令を受けたアナウンサーを懲戒免職処分にすると発表[a 64]。
  - 神奈川県葉山町の町議会議員、覚醒剤を所持していたとして覚せい剤取締法違反の現行犯で逮捕[a 65]。
- 17日
  - 日本のX線天文衛星「ASTRO-H」を搭載したH-IIAロケットが午後5時45分頃、種子島宇宙センターから打ち上げられ、成功[a 66][a 67]。なお、宇宙航空研究開発機構（JAXA）は、「ASTRO-H」の名称を「ひとみ」と命名することを発表[a 68]。
  - STAP細胞の研究不正問題をめぐり、神戸市の理化学研究所（理研）の小保方晴子元研究員が所属していた研究室からES細胞（胚性幹細胞）が盗まれたとする窃盗容疑での告発を受け、兵庫県警察がSTAP細胞論文の著者の小保方氏に参考人として任意で事情聴取を行っていたことが判明[a 69]。
  - 前日に乗用車で自転車に乗っていた男性を跳ねる事故を起こし、男性を意識不明の重体に陥らせた新潟市職員の自宅で火災が発生し、焼け跡から職員の焼死体が発見される[a 70]。
- 18日
  - 京都府警察他、都内の貿易会社社長が2014年1月に経済産業省の許可を得ずにチョコレートや下着を北朝鮮に輸出したとして、この社長について外国為替及び外国貿易法（無承認輸出）容疑で逮捕状を取って取り調べを始めたほか、朝鮮総連傘下の経済団体を関係先として捜索[a 71]。
  - 千葉県佐倉市の教会で男が人質を取って立てこもる事件発生、翌朝千葉県警察の捜査員が突入、人質の女性を保護し、男を監禁現行犯で逮捕[a 72]。
- 20日 - 関西電力、福井県の高浜原子力発電所4号機の原子炉補助建屋から微量の放射性物質を含む1次系の冷却水約34リットルが漏れたと発表、水は全て拭き取るなどして回収し、作業員の被ばくや周辺の環境等外部への影響はないとしている[a 73]。
- 23日 - 北海道の新千歳空港において、福岡空港行の日本航空3512便（ボーイング社製）の右エンジンから発煙。煙が機内に入り込んだため、乗客159人・乗員6人の計165人がシューターで緊急脱出し、機外に避難[a 74]。なお、この事故で乗客の男女4人が腰の痛みを訴えるなどの軽症。

### 3月
- 17日 - 八本松トンネル火災事故。
- 20日 - 第88回選抜高等学校野球大会開幕。
- 22日 - ISILに加わりにきたという日本人が、トルコ軍警察に拘束される[a 75]。
- 25日 - 死刑囚2名の死刑執行[a 76]。
- 26日
  - 北海道新幹線新青森駅 - 新函館北斗駅間開業[a 77]。
  - 2月17日に打ち上げられたX線天文衛星「ひとみ」が姿勢制御系の誤作動により異常回転し自壊[b 3]、姿勢検知アルゴリズムにおける想定漏れ事象の発生と、姿勢制御用ロケットの制御パラメータの打ち込み間違いが原因であることが後日判明[b 3]。
- 27日 - 東京都中野区で2014年3月から行方不明になっていた埼玉県朝霞市の15歳の少女が保護される[a 78]。埼玉県警察、未成年者誘拐の疑いで23歳男の逮捕状を取り指名手配、翌28日、静岡県内で身柄を確保し[a 79]、31日に逮捕[a 80]。

- 28日 - 沖縄県与那国町に与那国駐屯地開庁[a 81]。
- 29日 - 東日本大震災を機に開設された宮城県女川町の臨時災害放送局女川さいがいFMが、財政難や人材不足を理由に閉局[a 82]。
- 31日 - 第88回選抜高等学校野球大会の決勝が行われ智辯学園（奈良県）が高松商（香川県）を2-1のサヨナラゲームで下し、春夏通じ初優勝、奈良県勢としては1997年（第69回）の天理以来19年ぶりの優勝。

### 4月
- 1日
  - 九州旅客鉄道（JR九州）が、旅客鉄道株式会社及び日本貨物鉄道株式会社に関する法律の一部を改正する法律の施行により、本州以外の旅客鉄道会社としては初めて同法の適用から外れ、同法の制約を受けずに経営ができるようになる[e 2]。
- 4日 - NHK連続テレビ小説『とと姉ちゃん』放送開始（2016年上半期・-10月1日）[a 83]。
- 6日-アイドルグループ「欅坂46」デビュー
- 22日
  - 愛知県名古屋飛行場にて、国産エンジン搭載の先端技術実証機X-2(心神)が初飛行に成功[要出典]。
  - 16時30分頃、神戸市北区道場町の新名神高速道路高槻第一ジャンクション（予定） - 神戸ジャンクション間の有馬川橋橋梁工事現場にて鋼鉄製の橋桁を取り付ける作業中に、長さ120m／重さ1,350トンの橋桁の片方が敷設計画線の下に位置する国道176号の線上に落下する事故が発生、現場作業員10名が巻き添えとなり、うち2名が死亡[a 84]。

### 5月
- 27日 - 東京国際空港で大韓航空のボーイング777が離陸滑走中に左エンジンから発煙および発火するエンジン火災事故（航空事故）が発生[b 4]。

### 6月
- 2日 - サッカー日本代表DF（インテル）の長友佑都と女優の平愛梨の交際が発覚したことを受けて長友が取材に対応し、平と交際していることを宣言する[a 85]。このときに長友が平を「僕のアモーレ」と言ったことで「アモーレ」がこの年の流行語大賞トップテンに選出された[c 5]。
- 3日 - 5月28日に北海道亀田郡七飯町の山中で両親にしつけとして置き去りにされ行方不明となっていた7歳（小学2年生）の少年が陸上自衛隊駒ケ岳演習場内で発見され、保護される[a 86]。
- 8日 - IUPAC、前年末に認定された4つの元素（113番、115番、117番、118番）の名称案および元素記号案を公表、日本の理化学研究所のグループが発見した113番元素は「ニホニウム（nihonium, 元素記号：Nh）」と名付けられたことが判明。約5ヶ月間のパブリックレビュー（意見公募）の後に正式決定となる見通しで、そのまま採用された場合、初めて日本由来の名前が周期表に載ることとなる[c 6]。
- 14日 - JTBで約800万人の個人情報流出[a 87]。

### 7月
- 1日 - バングラデシュの首都ダッカで銃撃事件、日本人は7人死亡。犯行はイスラム過激派組織（ISIL）に属する人物[a 88]。
- 17日 - 国立西洋美術館が世界文化遺産に登録決定。国内の世界遺産は20件となる[a 89]。
- 19日 - 第155回直木賞に荻原浩の『海の見える理髪店』[c 7]、第155回芥川賞に村田沙耶香の『コンビニ人間』をそれぞれ選出[c 8]。
- 26日 - 神奈川県相模原市緑区千木良の障害者施設において侵入刃傷事件が発生、戦後の殺人事件では最多となる19人が死亡し26人が負傷、同施設の元職員を逮捕[a 90]。

### 8月
- 3日 - 北朝鮮、中距離弾道ミサイルのノドンと見られる弾道ミサイル2発を西部から日本海に向け発射、うち一発は発射直後に爆発[a 91]、それ以外は秋田県男鹿半島沖の西方250kmの日本の排他的経済水域（EEZ）内に落下。北朝鮮の弾道ミサイルの弾頭部分が日本のEEZ内に着水したのは初[a 92]。
- 7日 - 第98回全国高等学校野球選手権大会が阪神甲子園球場で開幕。
- 8日
  - 15時00分（日本時間）、明仁天皇が象徴としての天皇の務めなどについて、自らの心情を表明した『お気持ち』と題するビデオメッセージを放送[a 93]。
  - 防衛省、北朝鮮のミサイル発射に対する自衛隊の迎撃を可能とするべく、稲田朋美防衛大臣による破壊措置命令を発令。北朝鮮が2016年に入ってから発射の兆候を掴みづらい移動式発射台からのミサイル発射を繰り返していることを踏まえ、具体的な発射兆候がなくとも自衛隊によるミサイル迎撃を可能とするためで、発令期間については当面3ヶ月とし、常時発令状態を維持することを目的に、3ヶ月毎に命令を更新する形を取る[a 94]。
- 11日 - 国民の祝日に関する法律の改正により、同年から同日が新たな祝日「山の日」とされる[a 95]。
- 14日 - ジャニーズ事務所、1月に解散報道のあったアイドルグループ・SMAPについて、実際に本年12月31日を以て解散することを正式に公表[c 9][a 96]。
- 15日 - 自由と民主主義のための学生緊急行動（SEALs）が、最後の動画メッセージを残し解散[a 97]。派生団体の「SEALDs RYUKYU（シールズ琉球）」は活動を継続する[a 98]。
- 21日 - 第98回全国高等学校野球選手権大会の決勝が阪神甲子園球場で行われ作新学院（栃木県）が北海（南北海道）を7-1で下し、1962年（第44回）以来54年ぶり2回目の優勝。
- 23日 - 俳優の高畑裕太が映画の撮影のために滞在していた前橋市内にあるビジネスホテルの女性従業員に性的暴行を加えたとして強姦致傷容疑で群馬県警察に逮捕[a 99]。
- 30日 - この日、平成28年台風第10号が岩手県大船渡市付近に上陸。1951年（昭和26年）に気象庁が統計を取り始めて以来初めて東北地方の太平洋側に上陸した台風となった[1]。

### 9月
- 3日 - 将棋の奨励会三段リーグにて藤井聡太が14歳2か月で四段昇段 (プロ入り) を内定。史上5人目の中学生棋士となり加藤一二三九段が記録していた14歳7か月を62年ぶりに更新。正式な昇段日は10月1日となる[c 10]。
- 4日 - オーストリア航空がOS52便（東京/成田発ウィーン行き）を以って日本から撤退。
- 12日 - 兵庫県警察、兵庫県姫路市発注の道路整備工事で、入札価格に関する情報を漏らした見返りに現金約30万円を受け取ったとして、収賄容疑で市道路整備改善課長、贈賄容疑で土木工事会社社長をいずれも逮捕[a 100]。
- 14日 - 東京地方検察庁特別捜査部は、三重県伊賀市の「ウィッツ青山学園高等学校」をめぐる就学支援金の不正受給事件で、受給資格がない高校の既卒者や就学実態のない生徒ら13人の支援金を申請する際、虚偽の内容の申請し、支援金をだまし取ったとして、詐欺の疑いで同校を運営する株式会社ウィッツの元監査役を逮捕[a 101]。
- 17日 - 『週刊少年ジャンプ』42号にて秋本治の漫画『こちら葛飾区亀有公園前派出所』が連載終了[a 102]。1976年9月21日発売の週刊少年ジャンプ42号からの連載40年に幕を閉じた。
- 20日 - 横浜市の大口病院（現・横浜はじめ病院）で患者が2人が中毒死し、同病院で過去2ヶ月のうちに50人以上が亡くなっていたことが発覚[a 103]。
- 22日
  - 沖縄本島北端の辺戸岬から東約150キロの海上で、米軍の攻撃機AV8ハリアー1機が墜落、パイロット1人は米軍の救助隊によって救出[a 104]。
- 30日
  - セブン&アイ・ホールディングス傘下のそごう・西武が運営する百貨店、そごう柏店（千葉県柏市）が閉店。43年間の営業に幕を下ろした[a 105]。

### 10月
- 3日
  - NHK連続テレビ小説『べっぴんさん』放送開始（2016年下半期・-2017年4月1日）[a 106]。
  - 兵庫県猪名川町の新名神高速道路の広根第二高架橋工事現場で、足場を撤去していた建設作業員1人が約20メートル下の川に転落し死亡。事故当時、作業員は命綱を着けておらず、乗っていたパネルが二つ折りになった際、放り出された[a 107]。
- 12日 - 14時50分ごろ、埼玉県新座市の東京電力の地下送電ケーブルから出火、東京都内の約58万6000軒で停電が発生、西武鉄道と都営地下鉄大江戸線が運転を見合わせた[a 108][a 109]。
- 14日 - 東京都港区六本木の工事現場から長さ1.5メートルの鉄パイプが落下し、下を歩いていた通行人の頭に当たり、死亡する事故が発生[a 110]。
- 15日 - 福岡市南区のアパートで住人の28歳の保育士の女性が刺され、同月22日に死亡。
- 23日 - 栃木県宇都宮市の宇都宮城址公園で、「宇都宮城址まつり」開催中に2度爆発が発生、死者1名、負傷者3名[a 111]。
- 25日 - 厚生労働省関東信越厚生局麻薬取締部、沖縄県内で大麻を隠し持っていた大麻取締法違反(所持)の現行犯で、元女優の高樹沙耶（本名:益戸育江）を逮捕[a 112]。

### 11月
- 5日 - 明治神宮外苑で開催されたイベント「東京デザインウィーク」で、照明で照らされた日本工業大学の展示物から火が起こり、中で遊んでいた5歳児が死亡[a 113]。この死亡事故の影響で、「神宮外苑いちょう祭り」が開催中止となった。
- 8日 - 福岡市博多区博多駅前2丁目交差点付近の福岡市地下鉄七隈線の建設工事現場の道路が陥没[c 11][a 114]。
- 11日 - 宇土市院長夫人殺害事件の死刑囚1名の死刑が執行される。2016年では3人目の死刑執行[a 115]。
- 13日
  - 滋賀県内で行なわれたおにぎり早食い大会中、前回の同大会優勝者の男性が、おにぎりを5個食べた後突然倒れ窒息死[a 116][a 117]。
  - 佐川急便の運転手が駐車違反での検挙を逃れるために知人らを身代わり出頭させたとして、犯人蔵匿及び証拠隠滅の罪の容疑で6人が逮捕された[a 118]。
- 22日 - 5時59分に福島県沖でマグニチュード7.4の地震が発生。白河市などで最大震度5弱を観測。太平洋沿岸部では津波が発生し仙台港で1.44mの津波が観測される。国内で1mを超える津波の観測は2011年3月の東北地方太平洋沖地震以来。
- 30日
  - 6月より名称案および元素記号案のパブリックレビュー（意見公募）を行っていた4つの元素（113番、115番、117番、118番）について、IUPACは提案通りの名称と元素記号を正式決定したと発表、113番元素は日本に由来する「ニホニウム（nihonium, 元素記号：Nh）」となることが確定[b 5][b 6]。
  - 警視庁、女優の携帯アカウントにハッキングしていたとして日本経済新聞社に勤務する会社員の男を不正アクセス行為の禁止等に関する法律違反容疑で逮捕[a 119][a 120]。

### 12月
- 1日 - ディー・エヌ・エーは、医療情報まとめサイト「WELQ」で掲載していた記事が医学的観点から信憑性に欠けるとして、謝罪した上で、その他8つのまとめサイトと合わせてすべて非公開とすることを発表[a 121]。
- 4日 - 留萌本線の留萌駅-増毛駅間がこの日の運行を最後に廃止[a 122]。
- 11日 - NON STYLEの井上裕介が車で人身事故を起こし逃走。2017年4月2日まで活動を自粛した[a 123]。
- 13日
  - 在日米軍普天間基地所属の輸送機MV-22 オスプレイが、沖縄県名護市安部の沿岸部で墜落（あるいは不時着水）[a 124][a 125]。また同日、同基地所属の別のオスプレイが、機体の不具合から前輪が出ず、普天間飛行場に胴体着陸していたこともわかっている[a 126]。日本国内でのオスプレイの事故はこの日の2例が初。
  - 国内の鳥インフルエンザの一冬での感染件数が過去最多の64件に達したことが発表された[a 127]。
  - ベビースターラーメンの2代目キャラクターを1998年から務めてきた「ベイちゃん」と「ビーちゃん」が本年末をもって引退することが発表された[a 128]。
- 15日
  - 南京大虐殺紀念館名誉館長の朱成山が来日[a 129]。
  - 衆議院本会議にて統合型リゾート推進法案の修正案が自民党・日本維新の会などの賛成多数で可決・成立[a 130]。
- 19日 - フジテレビの記者が乗用車購入に必要な名義を暴力団関係者に貸すという利益供与をしたことが発覚[a 131]。
- 21日
  - 政府が原子力関係閣僚会議にて、高速増殖原型炉もんじゅの廃炉を正式決定[a 132]。
  - イズミヤが実際には仕入れていない神戸牛を3割引で販売すると広告に表示したとして、消費者庁がイズミヤと牛肉商但馬屋に対して再発防止措置命令[a 133]。
- 22日
  - 新潟県糸魚川市の中華料理店から出火し、140棟以上に延焼。同市は約270世帯（約580人）に避難勧告を出し、同県の米山隆一知事は自衛隊に災害派遣要請を行った[a 134]。
  - 広島県尾道市が台湾の嘉義市と友好交流協定を締結[a 135]。
  - 福岡県の飯塚市の市長と副市長が平日の日中に市庁舎を離れ、賭け麻雀を繰り返していたことが発覚[a 136]。
- 23日 - 筑波大学からフランス東部ブザンソンのフランシュ＝コンテ大学（フランス語: Université de Franche-Comté）に留学中の日本人女性が、同月4日から行方不明となっている事が判明、現地警察が捜査[a 137]。
- 24日
  - 兵庫県警察、2013年に兵庫県川西市の民家で兄が妹を暴行し殺害した事件について、少年1人を含む別の4人を、暴行に加わった傷害致死容疑で逮捕[a 138]。
  - TBSテレビが元プロ野球選手の清原和博のインタビューを、彼の覚せい剤取締法違反容疑での逮捕後初めて放送した[a 139]。
- 26日
  - 新千歳空港で大雪による欠航に怒った中国人乗客約100人が大声で騒ぎ、一部が警察官ともみ合いになった[a 140]ほか、空港スタッフが押し倒されるなどした[a 141]。
  - フジテレビ系の長寿バラエティ番組『SMAP×SMAP』が放送終了。1996年の放送開始から20年の歴史に幕を下ろす[a 142]。
- 28日 - 厚生労働省東京労働局、電通の女性新入社員が過労自殺した問題で、電通、及び当時女性の直属の上司だった幹部を書類送検[a 143]。同日、石井直社長が翌年3月に引責辞任することを表明[a 144]。
- 30日 - TOKYO FMの長寿ラジオ番組『おはようSMAP』が放送終了[注釈 18]。 1994年の放送開始から22年の歴史に幕を下ろす。
- 31日 - 男性アイドルグループ・SMAPがこの日をもって解散。

## 社会

### 政治

#### 1月
- 1日 - 個人情報の保護に関する法律に基づき、個人情報保護委員会が内閣府の外局として設置される[c 12]。
- 4日
  - 第190回通常国会召集[a 145]。
  - 税や社会保障に関連する共通番号制度が当初の予定[a 146]より1年の遅れで開始[a 147]。通称は「マイナンバー」。個人番号カードの交付も開始され[e 3]、住民基本台帳カードを置き替える[a 148]。
- 17日 - 滋賀県大津市市長選挙で、全国の女性最年少市長で現職の越直美が、前滋賀県議の蔦田恵子・共産党滋賀県副委員長の川内卓、番組制作会社長の川本勇の新人3人を破り再選[a 149][a 150]。
- 20日 - 総額3.3兆円の2015年度補正予算、参議院本会議で自民党・公明党などの賛成多数で可決成立[a 151]。
- 25日 - 政務活動費を騙し取ったとされる事件で、詐欺および虚偽有印公文書作成・同行使の罪で在宅起訴され、いわゆる「号泣会見」で世間の耳目を集めた元兵庫県議会議員野々村竜太郎を、神戸地方検察庁が翌日の初公判に強制的に出廷させる勾引の手続きに入る[a 152]。
- 26日
  - 天皇と皇后、フィリピンを親善訪問[a 153]、30日帰国。
  - アメリカの大手自動車メーカーフォード・モーター、日本法人が請け負う日本国内での輸入や販売・製品開発といった全ての事業から年内に撤退する方針を表明[a 154]。
  - 政務活動費を騙し取ったとして、詐欺などの罪に問われている元兵庫県議・野々村竜太郎が神戸地裁で行われた初公判に出廷、「収支報告書に虚偽の記載はしていない」「記憶がございませんので1つ1つは確認できません」と起訴内容を否認[a 155]、閉廷後神戸地裁は野々村を3月25日まで2カ月間にわたって神戸拘置所に勾留することを決定[a 156]。
- 28日 - 経済再生・TPP担当大臣甘利明が内閣府で記者会見し、週刊文春が報じた自らの違法献金疑惑について、現金が甘利大臣側に渡ったことを認めた上で責任を取って閣僚職を辞任すると表明[a 157]。なお、経済再生担当相の後任には元環境大臣の石原伸晃を任命[a 158]。

#### 2月
- 2日
  - 自民党総務会、記者によるタクシーチケットの私的利用や子会社社員による着服など不祥事が相次いでいることにを理由に、2回目（1回目は前月29日）となるNHKの2016年度予算案の了承見送り[a 159]。
  - 生活の党と山本太郎となかまたち、国会内で両院議員総会を開き、1月末で任期満了となった小沢一郎代表の無投票再選を決定、同じく生活の党共同代表を務める山本太郎参議院議員との共同代表制は継続[a 160]。
  - 北海道と沖縄県を除く地域を8圏域（東北圏、北陸圏など）に分割し、東京一極集中を是正し地方活性化を図る国土形成計画素案が判明[a 161]。
- 3日 - 内閣総理大臣安倍晋三、北朝鮮が人工衛星の打ち上げを通告したことを受け、関係省庁に対し、情報収集と分析に万全を期し、アメリカや韓国など関係国と連携して北朝鮮が発射を行わないよう強く自制を求めることを指示、同時に不測の事態に備え、国民の安全、安心の確保も関係省庁に求め、北朝鮮を「実際は弾道ミサイルの発射を意味する。明白な国連安保理決議違反であり、わが国の安全保障上の重大な挑発行為だ」と非難[a 162]。
- 4日 - 環太平洋戦略的経済連携協定（TPP）署名[a 163]。
- 5日 - 自民党総務会、NHKの平成28年度予算案について、NHK側が改革について報告することを条件に了承[a 164]。なお、連立与党の公明党は前日4日の中央幹事会でNHKの予算案を了承[a 165]。
- 7日 - 京都市長選挙で、現職の門川大作（自民党、民主党、公明党、社民党府連推薦）が、元労組委員長の本田久美子（共産党推薦）・元京都府議の三上隆に勝利し、3回目の当選[a 166]。
- 12日 - 一部週刊誌に不倫疑惑が報じられた衆議院京都府第3区選出の自由民主党議員宮崎謙介が議員会館内で記者会見を行い、事実関係を認めた上で、衆議院議員を辞職する意向を表明。不倫による議員辞職は憲政史上初[a 167]。
- 16日 - 衆議院本会議で、女性問題で議員辞職願を提出した自民党衆院議員の宮崎謙介（京都3区）の辞職を正式に許可。これに伴い、衆議院京都3区の補欠選挙は、衆議院北海道5区の補欠選挙とともに、4月12日公示・4月24日投開票の日程で行われる[a 168]。同日、宮崎氏は自民党本部に離党届を提出[a 169]。
- 19日 - 野党5党の党首（民主党・岡田克也、共産党・志位和夫、維新の党・松野頼久、社民党・吉田忠智、生活の党・小沢一郎）が国会内で会談、今年夏の参院選や今後の国会対応についてできる限り協力していくことや、「安倍政権の打倒」「今後の国政選挙で与党とその補完勢力を少数に追い込む」等の目標で一致。これを受け、5党は去年9月に政府が成立させた安全保障関連法を廃止する2法案を衆院に共同で提出[a 170]。
- 20日 - 社民党、東京都内で定期党大会を開催。民主・共産・維新・生活の野党4党の党首や幹事長が来賓として出席。特に、志位和夫委員長が出席した共産党は、幹部が社民党大会に参加するのは旧社会党時代も含めて初。また、吉田忠智党首の続投も決定[a 171]。
- 22日 - 民主党・岡田克也と維新の党・松野頼久の両代表、民主党を存続させて維新の党を吸収する形で両党が合流したうえで、新党を結成することで合意[a 172]。
- 23日 - 野党5党（民主党・共産党・維新の党・社民党・生活の党）の幹事長・書記局長会談にて、夏の参議院選挙において、共産党が定員が1人のいわゆる「1人区」で党の公認候補者の多くを取り下げる方針を示したことを踏まえ、野党共闘へ向けた候補者調整を目指すことで合意[a 173]。
- 26日
  - 民主党・岡田克也と維新の党・松野頼久の両代表、民主・維新の両党が3月中をめどに合流することで正式に合意[a 174]。
  - 新党大地代表代理で、代表鈴木宗男の実娘で民主党の衆院議員鈴木貴子（比例代表道ブロック）が民主党からの離党を表明し、離党届を提出[a 175]。

#### 3月
- 1日 - 衆議院本会議で平成28年度予算案が可決[a 176]。
- 3日 - 民主党と維新の党、合流に伴う新たな党名案を4日から6日にかけて、両党のホームページとファックスを使って、国民から一般募集すると発表[a 177]。
- 4日 - 維新の党と日本を元気にする会、維新の民主党との合併に伴い参議院における統一会派「維新・元気の会」を解消したことを発表[a 178]。
- 14日 - 民主党と維新の党、合流に伴う新しい党名を『民進党』とすることが決定したことを発表[a 179]。
- 22日
  - 改革結集の会のうち、村岡敏英・小熊慎司・重徳和彦・鈴木義弘の4人が民進党に、小沢鋭仁がおおさか維新の会に参加することを表明[a 180]。これにより、改革結集の会は事実上解散することとなる。
  - 文化庁の京都への全面的移転を決定[c 13]。
- 25日 - 改革結集の会が衆議院事務局に会派の解散届を提出し受理。「改革結集の会」は、3月25日付を以て正式に解散[a 181]。
- 27日
  - 民主・維新の両党などが合併した新党『民進党』結党大会が品川プリンスホテルで開催[a 182][a 183]、午前中に行われた維新の党の臨時党大会において、「民進党」結成のための解党を表明し決議、全会一致で採択、維新の党は正式に解散[a 184]。
  - 熊本県知事選挙で、現職の蒲島郁夫が3選[a 185]。
  - 任期満了に伴う徳島市長選挙で、無所属新人の元四国放送アナウンサー・遠藤彰良が、現職・原秀樹らを破り、初当選[a 186]。
- 29日
  - 参議院本会議で96兆円の平成28年度予算案が可決[a 187]。
  - 平和安全法制が施行[a 188]。

#### 4月
- 6日 - 事前に決められた投票所以外でも投票可能な「共通投票所」を鉄道駅の構内やショッピングセンターなどに設置できることなどを盛り込んだ改正公職選挙法が、参議院本会議で自民・民進・公明などの賛成多数で可決成立[a 189]。2016年6月19日に施行され、国政選挙では夏の参院選から適用される予定。
- 12日 - 前期補欠選挙告示（北海道第5区・京都府第3区）
  - 町村信孝（自由民主党）の死去に伴う北海道5区は、公明党・日本のこころを大切にする党・新党大地推薦で自民党公認の和田義明と、民進党・日本共産党・社会民主党・生活の党と山本太郎となかまたち・市民ネットワーク北海道推薦で無所属の池田真紀が立候補[a 190]。
  - 宮崎謙介（自由民主党）の議員辞職に伴う京都3区は、自由民主党・公明党の連立与党と日本共産党が擁立を見送ったため、日本のこころを大切にする党（推薦・新党改革）、おおさか維新の会、民進党（推薦・社会民主党）、幸福実現党、無所属2名の計6人が出馬[a 191]。
- 14日 - 2014年東京都知事選挙に絡んで選挙違反をしたとして、当時候補者だった元航空自衛隊幕僚長・田母神俊雄を公職選挙法違反容疑で逮捕[a 192]。
- 24日
  - 国会議員の前期補欠選挙投開票[注釈 19][a 193][a 194]。
    - 北海道第5区で、自民党公認で公明・新党大地・こころ推薦の和田義明が、無所属で民進・共産・社民・生活などが推薦する野党統一候補・池田真紀との接戦に勝利し初当選[a 195]。
    - 京都府第3区で、民進党公認の前職・泉健太（社民党推薦）が当選、民主・維新の合併後初の国政選挙で初勝利[a 196]。

#### 5月
- 5日 - 徳島県美馬市の牧田久市長が国道438号線三頭トンネル内で正面衝突、市長が重傷[a 197]。
- 17日
  - 参議院本会議、熊本地震の復旧復興に7780億円を充てることなどを柱とした補正予算案を可決成立[a 198]。
  - 参議院で衆議院選挙制度改革の公職選挙法改正案が成立、議員定数が小選挙区で0増6減、比例代表で0増4減され、2020年の国勢調査以降、議席配分方式に新しくアダムズ方式が導入される[a 199]。
- 21日 - 1969年の第32回衆議院議員総選挙に日本社会党から旧北海道1区で初当選以来、北海道知事や衆議院議長等を務めた民進党の横路孝弘衆院議員が次期衆院選に出馬せず、政界引退を表明[a 200]。同月28日に行われた北海道1区総支部定期大会において政界引退を正式に発表し、後任には北海道議会の道下大樹議員（民進党・道民連合）を擁立することを併せて発表[a 201]。
- 24日 - 衆議院本会議、裁判員裁判事件と検察独自捜査に限った取り調べの録音・録画（可視化）の義務付けや、司法取引の導入、通信傍受の拡大を柱とした改正刑事訴訟法などを可決、成立[a 202]。
- 26日 - 27日 - 三重県志摩市にて第42回先進国首脳会議（伊勢志摩サミット）開催[a 203]。日本からは安倍晋三首相が出席。
- 27日
  - バラク・オバマアメリカ合衆国大統領が現職のアメリカ大統領として初めて、1945年に米軍によって世界初の原子爆弾による核攻撃を受けた広島市を訪問[a 204]。広島平和記念公園で献花を行う[a 205]。
- 31日 - 衆議院本会議で、民進党・共産党・社民党・生活の党の野党4党により内閣不信任案が共同提出、自民党・公明党・おおさか維新の会などの反対多数で否決[b 7]。

#### 6月
- 1日 - 通常国会会期末。閣法（内閣提出法案）の成立率は89.3%[a 206][a 207]。
- 5日 - 第12回沖縄県議会議員一般選挙投開票、県政与党が改選前の24議席から27議席（社民6人、共産6人、社大3人、諸派3人、無所属9人の計27人）に伸ばし、過半数を獲得[a 208]した一方、県政野党の自民は1議席増の15議席に終わり、他、中立の立場として公明が4人、おおさか維新が2人の議席をそれぞれ獲得し、民進は議席を獲得できず[a 209]。
- 7日 - 日本モンゴル経済連携協定発効[a 210]。
- 15日 - 東京都知事舛添要一、政治資金の私的流用疑惑などを理由にこの日行われた東京都議会の本会議に先立って辞表を議長に提出、都議会は舛添知事の同月21日付での辞任を全会一致で承認[a 211]。
- 19日 - 18歳選挙権に関連する公職選挙法がこの日施行、併せて18歳から選挙投票が可能となり、要件を満たす現役高校生も投票可能となる[a 212]。
- 22日 - 第24回参議院議員通常選挙公示、立候補者は389人 （地方区:225人、比例全国区:164人）[a 213]。前回2013年の参院選に比べて、44人減。また、比例全国区に名簿を提出したのは12の政党と政治団体[a 214]。

#### 7月
- 10日
  - 第24回参議院議員通常選挙[a 215]。
    - 自民・公明の連立与党は合計70議席（自民党56・公明党14）を獲得し勝利。一方野党は、民進党32議席、共産党6議席、おおさか維新の会7議席、社民党1議席、生活の党1議席、無所属4議席をそれぞれ獲得。日本のこころを大切にする党・新党改革は0議席に終わる[a 216]。
    - この選挙から公職選挙法改正により18歳以上（1998年7月11日生まれまで）が投票でき[a 217]、鳥取県・島根県及び徳島県・高知県の各選挙区が合区されて合同選挙区になる[a 218]。

  - 鹿児島県知事選挙[c 14]で、無所属新人の元テレビ朝日コメンテーター・三反園訓が、現職の伊藤祐一郎を退け初当選[a 219]。
- 11日 - 新党改革代表荒井広幸、第24回参議院議員通常選挙において自党の議席がゼロとなり政党要件を喪失した責任を取り、政界の引退と新党改革の解党を表明[a 220]。
- 12日 - 日本のこころを大切にする党・中山恭子代表、第24回参議院議員通常選挙において当選者なしの惨敗の責任をとる形で中野正志幹事長に代表の辞任届を提出[a 221]。しかし、その後行われた議員総会では中山代表の留任を全会一致で決めた。これにより中山は提出していた辞表を撤回した[a 222]。
- 13日 - 天皇が生前退位の意向を示されていることが報道される[a 223]。
- 14日
  - 東京都知事選挙公示（出典は投票日）、過去最多の21人が立候補を届け出。
  - 社民党党首吉田忠智、党常任幹事会にて、第24回参議院議員通常選挙で現有議席を維持できず自身も落選してしまった責任をとり、社民党党首を引責辞任する意向を常任幹事会で表明[a 224]。
- 25日 - 第22回参議院議員通常選挙で選ばれた議員の任期満了[a 225]。
- 26日
  - 社民党と生活の党と山本太郎となかまたち、参院統一会派「希望の会」の結成を参議院事務局に提出、会派は生活の党3人、社民党2人の計5人からなり、議員会長に社民党の福島瑞穂副党首、幹事長に生活の党の青木愛参院議員が就任[a 226][a 227]。
  - 警視庁、第24回参議院議員選挙の選挙運動期間中、東京都選挙区で落選した幸福実現党候補の応援演説で投票を呼び掛け、現金5万円の報酬を受け取った公職選挙法違反容疑で、タレントで危機管理評論家のテレンス・リーらを逮捕[a 228]。
- 28日 - 民進党、執行役員会において、結党後初の代表選を9月2日告示、9月15日投開票の日程で行うことを決定[a 229]。
- 30日 - 民進党代表・岡田克也が9月開催の2016年民進党代表選挙に立候補しない意向を固め[a 230]、同日夕方の党本部における記者会見で「ここで一区切り付けて新しい人にやってもらったほうが望ましい」と述べ、代表選の不出馬と9月末での代表退任を正式表明[a 231]。
- 31日 - 東京都知事選挙投開票、無所属新人で元環境大臣の小池百合子が、増田寛也（自民、公明、こころ推薦）や鳥越俊太郎（民進、共産、社民、生活推薦）らを退け当選、東京都知事としては初、全国的にも7人目となる女性知事が誕生[a 232]。

#### 8月
- 1日 - 第191回国会（臨時国会）開会。参議院本会議で、議長に前自由民主党参議院幹事長伊達忠一（自由民主党）、副議長に前民進党参議院議員会長郡司彰（民進党）をそれぞれ選出[a 233]。
- 3日 - 政府および自民党、第24回参院選の結果を受けた内閣改造を行い、第3次安倍再改造内閣の19人および自民党執行部をはじめとする新しい役員の顔触れを発表[a 234][a 235]。
- 23日 - おおさか維新の会、大阪市内で臨時の党大会を開き、党名を「日本維新の会」に変更することを決定、「日本維新の会」の名称が、2年ぶりに復活することが正式決定した。臨時党大会では代表選は実施せず、松井一郎大阪府知事が代表を続投することも併せて決定[a 236]。
- 31日 - 東京都知事小池百合子が同年11月7日に予定していた築地市場から江東区豊洲に建設中の東京都中央卸売市場豊洲新市場への移転について、「安全性への懸念、巨額で不透明な事業予算、情報公開の不足の三つの疑問がある」ことを理由に、最短でも、都が行っている地下水モニタリング調査の最終結果が出る年明け以降まで移転開業を延期することを発表[a 237]。

#### 9月
- 4日-5日 - 中華人民共和国浙江省杭州市で第11回20か国・地域首脳会合（G20）。日本からは内閣総理大臣安倍晋三が出席[a 238]。
- 15日 - 2016年民進党代表選挙投開票で、 蓮舫候補が1回目の投票で過半数以上の503ポイントを獲得。前原誠司・玉木雄一郎の両候補を大差で下し、新代表に選出。女性が党代表となるのは旧・民主党時代も含めて初[a 239]。
- 26日
  - 第192回国会（臨時国会）召集[a 240]。
  - 衆議院と参議院各本会議で、9日に行われた北朝鮮による5度目の核実験に抗議する決議を可決[c 15][c 16]。
- 27日 - 富山市議会で議員の政務活動費の不正受給が相次ぎ、この日までに議長を含む10人が辞職[a 241]。
- 29日 - 東京都、豊洲市場の地下水から環境基準を超えるベンゼンとヒ素が検出されたと発表。基準超の有害物質が検出されたのは、土壌汚染対策工事を終えた2014年以降の東京都の調査で初めて[a 242]。

#### 10月
- 11日
  - 参議院本会議にて、2016年度第二次補正予算可決成立[a 243]。
  - 7月に発生した、南スーダン・ジュバで300人以上が死亡した大規模な戦闘行為（2016 Juba clashes）について、防衛大臣稲田朋美および内閣総理大臣安倍晋三は「戦闘行為ではなく衝突があった」として、自衛隊の派遣を継続する意向を示した[a 244]。
- 12日 - 「生活の党と山本太郎となかまたち」、次の衆議院選挙に向けて党名や組織体制を見直し、政党名を『生活の党と山本太郎となかまたち』から『自由党』に変更することを発表[a 245]。「自由党」はかつて新進党消滅後の1998年から民由合併（2003年）まで、小沢一郎が党首を務めていた党名である[a 246][a 247]。
- 16日 - 新潟県知事選挙で、野党統一候補の米山隆一が自民・公明が支援する候補らを破って初当選[a 248]。
- 23日
  - 2016年後期補欠選挙
    - 福岡県第6区補欠選挙で鳩山二郎が当選。蔵内謙との保守分裂選挙となったが、父・邦夫の弔い合戦を前面に押し出した二郎が、蔵内と民進党候補らを抑え当選し、当選後に自民党の追加公認を受けた[a 249]。
    - 東京都第10区補欠選挙で前任者・小池百合子（現・東京都知事）の全面的なバックアップを受けた自民公認・公明推薦の若狭勝が当選。民進党の新人で地域政党の東京・生活者ネットワークが推薦する鈴木庸介らを大差で破る[a 250]。

  - 富山県知事選挙で石井隆一が4選[a 251]。
  - 岡山県知事選挙で伊原木隆太が再選[a 252]。

#### 11月
- 10日 - 衆議院本会議、TPP承認案及び関連法案を、与党と日本維新の会などの賛成多数で可決[a 253]。これに先がけ、民進・共産・自由・社民の4野党により提出された山本有二農林水産相の不信任決議案は反対多数により否決[a 254]。
- 15日 - 自衛隊南スーダンPKOに対し、20日から順次派遣される第11次隊から「駆け付け警護」の任務を新たに付与することを閣議決定。閣議に先立ち開かれた国家安全保障会議にて、他国の部隊とともに行う「宿営地の共同防護」の任務も付与することを確認[a 255]。
- 20日 - 栃木県知事選挙で、現職の福田富一が再選[a 256]。
- 23日 - ソウルの韓国国防省で、日韓秘密軍事情報保護協定の署名式挙行[b 8]。

#### 12月
- 6日 - カジノを中心とした統合型リゾート推進法案が衆議院本会議で可決、参議院に送付。自民党・日本維新の会が賛成した一方で、連立パートナーの公明党は自主投票とし賛否が分かれる形となる[a 257]。
- 14日
  - 参議院本会議にて統合型リゾート推進法案の修正案が自民党・日本維新の会などの賛成多数で可決[a 258]。前日に開催された参議院内閣委員会で法案が修正されたため、同日衆議院へ再送付された。
  - 東京都議会の公明党幹事長の東村邦浩が、1979年から続いてきた自民党会派との連携を見直すことを表明[a 259]。
- 15日
  - 日本国首相安倍晋三とロシア連邦大統領のウラジーミル・プーチンが、安倍首相の地元である山口県長門市長門湯本温泉で日露首脳会談を開催[a 260]。
- 16日
  - 首相安倍晋三とロシア連邦大統領ウラジーミル・プーチンが首相官邸で日露首脳会談を開催[a 261]。
  - 無電柱化の推進に関する法律施行。[e 4]
- 26日・27日 - 内閣総理大臣安倍晋三がアメリカ合衆国ハワイ州を訪問、えひめ丸事件慰霊碑、国立太平洋記念墓地等を訪れ、27日にバラク・オバマ大統領との首脳会談の後、同大統領と共に、真珠湾を訪れ、日本の現役総理大臣として初めてアリゾナ記念館で慰霊式典に参加し、声明を発表[a 262]。
- 28日 - 都議会自民党に所属する都議会議員3人が都議会自民党幹事長に会派離脱届を提出した。3人は記者会見を開き、新たな会派「新風自民党」を立ち上げることを明らかにした。なお、自民党には残留する方針[a 263]。

### 経済
1月
- 1日 - アサヒビールやアサヒ飲料などの持株会社、アサヒグループホールディングスが飲料・食品事業を再編。飲料事業では、旧法人のカルピス株式会社がアサヒ飲料に吸収合併、（旧）カルピス社子会社のカルピスフーズサービス株式会社がアサヒ飲料の子会社として（新）カルピス株式会社に商号変更。食品事業では、アサヒフードアンドヘルスケアと和光堂、天野実業の3社の販売事業会社として、アサヒグループ食品を新たに設立[要出典]。
- 13日 - カレーハウスCoCo壱番屋を運営する壱番屋は、同社が異物混入のために廃棄処分とした冷凍ビーフカツの一部が、委託先の愛知県稲沢市の産業廃棄物処理業者によって不正に転売されていたことを発表、産廃業者は、岐阜県羽島市の別の業者を介して、愛知県内の企業などに横流していたものと見られている[a 264]。
- 19日 - 埼玉県産業技術総合センター（SAITEC、川口市）、「室温で安全に使用できるマグネシウムを使った蓄電池の開発に成功した」と発表。同センターは2,3年以内の製品化を目指しており、実用化すれば世界初となる[a 265]。
- 27日 - トヨタ自動車が、国内軽自動車大手のスズキとの提携を検討していることと、子会社である国内軽自動車大手のダイハツ工業の完全子会社化を検討していることが判明[a 266]。2日後の29日に、記者会見を開き8月1日付で、トヨタはダイハツを完全子会社化することを発表[a 267]。
- 29日 - 日本銀行「金融政策決定会合」において、新たな追加金融緩和策として、銀行などの金融機関が日銀に新たに預けるお金の一部に年0.1%の手数料を課す「マイナス金利」の導入を決定、日本においてマイナス金利を導入するのは史上初[a 268]。
- 30日 - 共に北海道の道南地区に本店を置く江差信用金庫と函館信用金庫、2017年1月をめどに合併することで合意したと発表[a 269]。

2月
- 1日
  - 鉄鋼国内最大手の新日鉄住金、業界4位の日新製鋼を2017年3月をメドに買収し子会社化することを発表[a 270]。なお、この合併により、国内の鉄鋼メーカーは新日鉄住金、業界2位のJFEホールディングス、業界3位の神戸製鋼所の3社に集約される。
  - トヨタ自動車、グループ会社の愛知製鋼知多工場で1月に起きた爆発事故の影響で、鋼材を使った部品の生産が滞る可能性が出てきたため、国内工場の全ての自動車生産ラインの稼働を8日から13日までの1週間休止すると発表。生産を停止する工場は、トヨタの4工場のほか、ダイハツ工業や日野自動車など計16の工場で9万台以上の生産に影響が出る見通し[a 271]。
- 3日 - ファミリーマートとサークルKサンクスを傘下に持つユニーグループ・ホールディングスは9月1日付で経営統合し、持ち株会社「ユニー・ファミリーマートホールディングス」を発足することとコンビニエンス事業の屋号を「ファミリーマート」に一本化することを発表[a 272]。
- 4日 - 経営再建中の家電メーカー・シャープが、日本政府が出資する官民ファンドの産業革新機構と台湾企業の鴻海（ホンハイ）精密工業の両団体が提案している支援策について、鴻海と優先的に交渉することを発表、産業革新機構との交渉も継続した上で、1カ月後をめどにいずれかと最終契約を結ぶ方針[a 273]。
- 5日 - 三菱東京UFJ銀行・みずほ銀行・三井住友銀行のメガバンク3行、定期預金（2〜10年満期）の金利をそれぞれ引き下げることを決定[a 274]。
- 9日 - 東京債券市場において、住宅ローンなどの目安となる長期金利の代表的な指標である新規発行10年物国債の市場利回りが一時、-0.035%まで低下し、長期金利が史上初めてマイナスとなる。日銀による「マイナス金利」の導入決定などが影響したとみられる[a 275]。
- 25日
  - 経営再建中の家電メーカー・シャープが臨時取締役会において、台湾の鴻海精密工業の支援を受けることで決定。シャープは台湾の鴻海精密工業の傘下に入り経営再建を目指す[a 276]。
  - 北海道のコンビニエンスストア大手・セイコーマートは、2016年4月1日付で「株式会社セコマ」に商号変更することを発表。なお、店の看板などのブランド名は通常通り「セイコーマート」のまま[b 9]。
- 26日 - 福岡銀行、親和銀行、熊本銀行を傘下に置く九州最大の地方銀行グループ・ふくおかフィナンシャルグループと長崎県の十八銀行が経営統合することを目指して協議していくことで基本合意。2017年4月をめどに株式交換方式で100％子会社化し、十八銀行がFFG傘下に加入する形で経営統合する方針で、2018年4月をめどに同じ長崎県内を地盤とする親和銀行と十八銀行が合併する予定[a 277]。

3月
- 3日 - みずほフィナンシャルグループと第一生命、系列の資産運用会社4社を統合し、10月1日付で新会社を発足させると発表。統合するのはDIAMアセットマネジメント、みずほ投信投資顧問、新光投信、みずほ信託銀行の資産運用部門。新社名は「アセットマネジメントOne」。運用残高は54兆円となり、アジア最大の規模となる[a 278]。
- 9日 - 愛知県名古屋市の大名古屋ビルヂングがリニューアルオープン[a 279]。
- 31日
  - 船橋オートレース場が廃止[a 280]。
  - 朝日新聞東京本社が山梨県に於いての夕刊の発行を終了[要出典]。
- 下旬 - 日本生命保険（日生）が三井生命保険を子会社化した上で、経営統合[a 281]。なお、日生・三井ともに屋号に変更はなし。

4月
- 1日
  - 電気事業法の改正が施行されることにより電力完全自由化[c 17]。これにより一般電気事業者（いわゆる電力会社10社[注釈 20]）以外の小売電気事業者の営業が本格的にスタート。
  - 改正自殺対策基本法施行により、自殺対策の総合調整を含めた業務が内閣府から厚生労働省に移管され、特別の機関の自殺総合対策会議も厚労省に移された[a 282]。
  - 食肉加工メーカーの伊藤ハムと米久が共同持株会社「伊藤ハム米久ホールディングス」を設立し、経営統合[a 283][a 284]。
  - 大阪の第二地方銀行の大正銀行と、香川銀行・徳島銀行を傘下に置くトモニホールディングス（高松市）と経営統合、株式交換により大正銀がトモニHD傘下に入る形での統合となる[a 285]。
  - 北海道のコンビニエンスストア大手・セイコーマート、「株式会社セコマ」に商号変更[a 286]。
  - 横浜銀行と東日本銀行が新設する共同持ち株会社「コンコルディア・フィナンシャルグループ」の傘下に入り経営統合。両行はそのまま存続し、名前も残る[a 287]。
  - 東京都民銀行と八千代銀行を傘下に置く東京TYフィナンシャルグループと、新銀行東京が経営統合[a 288][b 10]。
- 20日（報道発表日） - 三菱自動車工業が、自社の軽自動車を対象とした燃費試験でデータを不正操作していたことが発覚[a 289]。
- 29日 - 京都市の京都鉄道博物館が開館[a 290]。

5月
- 10日 - 福岡県を拠点とする地方銀行の西日本シティ銀行、金融持株会社「西日本フィナンシャルホールディングス（FH）」を10月3日に設立し、持株会社制に移行すると発表[c 18]。
- 12日 - 日産自動車、燃費改ざん問題の渦中にある三菱自動車工業の株式の34％を取得し、筆頭株主になることで基本合意したと発表、三菱自工が事実上日産の傘下に入ることが決定[a 291]。
- 18日 - スズキ、国内で販売している全車種の燃費データについて、6年前から決められた方法で算定せず、不正に測定していたと発表[a 292]。
- 30日 - 和歌山県の和歌山放送のFM補完放送（ワイドFM）本放送開始[c 19]。

6月
7月
8月
- 1日
  - トヨタ自動車、既に同社グループ企業の一つであるダイハツ工業を完全子会社化[a 293]。
  - NHK、高精細な次世代放送「4K・8K（スーパーハイビジョン）」の試験放送をBSで開始[a 294]。
- 31日 - 2015年12月にファミリーマートに吸収合併されたコンビニエンスストアチェーンココストア、および同社子会社で九州地方に店舗展開していたエブリワン、同日までに全店舗を閉鎖、一部は年内にファミリーマートへブランドを変更[a 295]、同日付でココストア、エブリワンのホームページも閉鎖、以降はファミリーマートホームページ内の閉鎖案内へのリダイレクトとなる[a 296]。

9月
- 1日
  - ファミリーマートとユニーグループ・ホールディングスが合併され「ユニー・ファミリーマートホールディングス」発足。その後3年間をかけて、コンビニ事業はサークルK・サンクスがファミリーマートに屋号を一本化し、「サークルK」「サンクス」の屋号は消滅[a 297]。
  - 山崎製パンの子会社、ヤマザキナビスコがモンデリーズ・インターナショナル（旧：ナビスコ）とのライセンス契約を終了、社名をヤマザキビスケットに変更[c 20]。ライセンス生産品であった「リッツ（Ritz）」「オレオ」「プレミアム」「チップスアホイ」の生産を終了。オレオとリッツ、プレミアムはナビスコブランドを持つモンデリーズ・インターナショナルの日本法人で、「クロレッツ」や「リカルデント」などを販売するモンデリーズ・ジャパンが国内販売を引き継ぐ。
  - ローソンとスリーエフの合弁会社『ローソン・スリーエフ』発足（完全子会社として設立と同時に株式30％をローソンに譲渡、スリーエフ70％出資となる）。関東1都3県におよそ540店舗ある「スリーエフ」のブランドは維持される一方で、約90店舗を分離し、屋号を「ローソン・スリーエフ」に転換するとともに、当該店舗の資産・権利・義務の一部を吸収分割でローソンに譲渡予定[b 11]
- 16日 - iPhone 7・iPhone 7 Plus発売開始、同機種より日本の電子マネーに使われる通信規格フェリカを搭載。専用端末にかざすだけで決済できるサービスのApple Payが導入され、Suicaなども使えるようになる[a 298]。

10月
- 1日
  - 常陽銀行と足利銀行を中心に持つ足利ホールディングスが経営統合[a 299]、「めぶきフィナンシャルグループ」が発足[a 300]。
  - 佐賀市の佐賀バルーンミュージアムが開館[a 301]。
- 3日 - 西日本シティ銀行などを傘下に持つ『西日本フィナンシャルホールディングス』発足[a 302]。
- 11日 - radikoと日本民間放送連盟ラジオ委員会、radiko.jpにタイムフリー聴取機能を追加、過去1週間に限り、いつでも後から番組の聴取が可能となる[a 303]。

11月
12月
- 14日 - ルノーと日産自動車の会長を務めるカルロス・ゴーンが新たに兼任で三菱自動車工業の会長に就任[a 304]。
- 25日 - ヤマハの子会社ヤマハリゾートが静岡県掛川市で運営するリゾート施設『ヤマハリゾートつま恋』がこの日をもって1974年5月開業以来42年余りに亘る営業を終了[a 305]。
- 26日 - 山口県岩国市の旭酒造、同社が製造した日本酒の中に虫が混入しているのを卸問屋社員が発見したことを受け、当該商品の自主回収を発表[a 306][a 307]。
- 31日 - 東京・銀座のプランタン銀座、この日をもって同店舗名での営業を終了、本館6階のニトリ、同7階のユニクロを除く、本館、アネックスの全フロアを閉鎖し改装、2017年3月に、隣接する読売新聞東京本社ビルの「マロニエゲート銀座」と提携、本館を「マロニエゲート銀座2」、アネックスを「マロニエゲート銀座3」としてオープン[a 308]。

### 教育
- 5月27日 - 放送大学学園、関東地方の一部地域で実施している放送大学の地上波テレビ・FMラジオ放送を2018年10月末までに終了し、衛星放送に一本化すると発表[a 309]。

### 交通

#### 道路
- 2月13日 - 新東名高速道路の浜松いなさJCT - 豊田東JCT間開通[a 310]。

- 12月24日 - 俵山トンネルを含む熊本県道28号熊本高森線約10kmの仮復旧工事が終わり、熊本地震による通行止めからおよそ8か月ぶりに復旧、開通[a 311]。

#### 鉄道
- 3月26日 - 北海道新幹線新青森駅-新函館北斗駅間開業[a 312]。北海道に初めて新幹線が乗り入れ、北海道から九州まで四国を除く3島が新幹線で結ばれることになった。

- 4月1日 - 九州旅客鉄道（JR九州）が、改正JR会社法の施行により、本州以外の旅客鉄道会社としては初めて同法の適用から外れ、同法の制約を受けずに経営ができるようになる[e 2]。

- 12月11日 - 新今宮駅突き落とし事件発生。
- 12月17日 - 鳥取県・島根県でICOCAが利用開始[b 12]。

#### 航空
- 10月19日 - スペインのイベリア航空の初便（IB6801（マドリード発東京/成田行き））が成田国際空港に到着。これにより18年ぶりに日本とスペインを結ぶ直行便が復活することになった。

## 自然科学
- 理化学研究所のグループに命名権が与えられていた113番元素について、IUPACは同グループが提案していた「ニホニウム（nihonium, 元素記号：Nh）」という名称に正式決定すると11月に発表[b 5][b 6]、日本に由来する元素名が周期表に加わることとなった。

### ノーベル賞
ノーベル賞の自然科学分野の一つ、生理学・医学賞において日本人が単独受賞を果たした。日本人の同賞の受賞は前年に続いて2年連続、4人目の快挙である。
- 生理学・医学賞 ‐ 大隅良典：オートファジーの仕組みの解明[c 21]

## 天候・天災・観測等
1月
- 11日 - 15時26分頃、青森県三八上北地方を震源とするM4.6の地震により、青森県南部町で震度5弱の揺れを観測[a 314]。
- 14日 - 12時25分、北海道浦河沖でM6.7の地震が発生、道内と青森県内の一部の市町村で震度5弱を観測したほか、津波予報発令[b 13]。
- 24日 - 鹿児島県・奄美大島でみぞれとなり、みぞれは気象庁の分類上「雪」に含まれるため、気象庁は同島で1901年2月以来115年ぶりの降雪を観測したことを発表。また沖縄県（本島の名護市・久米島の久米島町）でもみぞれを観測。沖縄県内での降雪は1977年2月17日の久米島以来39年ぶり観測史上2度目で、沖縄本島での降雪は観測史上初[a 315]。

2月
- 5日 - 鹿児島県の桜島の昭和火口で爆発的噴火が確認され、噴火警戒レベルが2（火口周辺規制）から3（入山規制）に引き上げられる[a 316]。
- 8日 - 5日に噴火があった桜島の昭和火口で再び爆発的噴火が発生し、噴煙は5日の約2.2kmを上回る約2.5kmに達し、大きな噴石が0.8〜1.3km程度飛んだ[a 316]。
- 14日 - 急速に発達した低気圧の影響で、全国的に風が強まり、関東・東海・北陸・中国地方で春一番を観測[a 317]。この影響で羽田空港を発着する便などを中心に全日空・日本航空とも多数の欠航便が出るなど影響が出た[a 318]。

3月
4月
- 14日
  - 21時26分頃、熊本県にてマグニチュード（M）6.5の地震が発生[a 319]（気象庁は本地震について『平成28年（2016年）熊本地震』と命名[b 14]）。益城町にて気象庁震度階級で最大となる震度7を観測（史上4度目）、地震発生後も震度3から震度6強という活発な余震を観測。九州新幹線は博多 - 鹿児島中央間で全線運転見合わせとなり、停電被害のほか家屋や壁の倒壊などにより死傷者も多数発生[a 319]。
- 16日 - 1時25分頃、熊本県にてM7.3の地震が発生（兵庫県南部地震と同規模の大地震、『平成28年（2016年）熊本地震』の本震とされ、上記の14日の地震は前震とされる）、西原村と再び益城町で最大震度7を観測[a 320]したほか、同県の他の地域で震度6強、大分県で震度6弱、さらに九州の広い地域でも震度5強を観測、被害地域が広範囲に拡大しており、死傷者数もさらに増加。

5月
6月
- 16日 - 午後2時21分頃、北海道南部の内浦湾付近を震源とする地震が発生、函館市で震度6弱を観測[a 321]、函館市内で震度6を観測したのは、観測史上初。

7月
8月
- 30日 - 台風10号が、1951年の統計開始以来初めて太平洋側から東北地方に上陸[a 322]、岩手県や北海道で河川氾濫や堤防決壊の影響により死者が出たほか[a 323]、青森、岩手、宮城3県の約20万世帯47万人に避難指示もしくは勧告が出され、東北6県で約8万3千戸、北海道で約7万5千戸が停電するなどの被害[a 324]。この年の8月には台風7号・11号・9号も東日本ないし北日本に上陸しており、8月に4個の台風が上陸したのは1962年と並んで最多タイであった[2]。しかも、これらは全て北海道に上陸または再上陸しており、1年間に複数の台風が北海道に上陸するのは統計開始以来初であった[2]。

9月
10月
- 8日 - 熊本県の阿蘇山中岳第1火口で爆発的噴火が発生、火山灰による停電などの被害が発生。気象庁、噴火警戒レベルを2（火口周辺規制）から3（入山規制）に引き上げ。中岳第1火口での爆発的噴火は36年ぶり[a 325]。
- 21日14時07分 - 鳥取県中部を震源とするマグニチュード6.6の地震が発生。最大震度は6弱。西日本の広い地域で揺れを感じ、山陽新幹線は新大阪駅-博多駅までが14時27分まで全線、運転を見合わせた。家屋の損傷や十数人の負傷者を出し、鳥取では3万1900戸で停電が発生した[a 326]。その後も、震度4ほどの余震が続いた。

11月
- 22日 - 午前5時59分（JST）にM7.4の地震が発生、気象庁はこの地震を東北地方太平洋沖地震（東日本大震災）の余震であると発表[b 15]。併せて津波も発生、福島県、宮城県の沿岸には津波警報が発令され、宮城県の仙台港で最大1m40cmの津波を観測。
- 24日 - 関東地方の広範囲で初雪を観測、都心では平年より40日早い初雪となり、11月としては降雪は都心、神奈川県横浜市、山梨県甲府市では54年ぶり、積雪は都心では観測史上初、都内で14人の負傷者、7件のスリップ事故があったほか、山梨県富士吉田市で除雪をしていた女児が水路に転落し意識不明[a 327]。
- 29日 - 北アルプス立山連峰の室堂付近で雪崩が発生、東京工業大学ワンダーフォーゲル部の部員3人が巻き込まれ、1人が死亡[a 328]。

12月
- 28日 - 21時38分頃、茨城県高萩市で震度6弱を観測する地震発生。M6.3、震源は茨城県北部（北緯36.7度、東経140.6度）、震源の深さは10km、津波なし[a 329]。

## 文化と芸術

### 流行

#### 流行語
ユーキャン新語・流行語大賞
以下に本年の受賞語を列記する。なお、肩書きや役職などは受賞当時のものである。
- 年間大賞
  - 神ってる（緒方孝市〈広島東洋カープ監督〉、鈴木誠也〈広島東洋カープ外野手〉）

- トップテン入賞
  - 聖地巡礼（ディップ株式会社）
  - トランプ現象（受賞者なし）
  - ゲス不倫（『週刊文春』編集部）
  - マイナス金利（日本銀行）
  - 盛り土（受賞者辞退）
  - 保育園落ちた日本死ね（山尾志桜里〈衆議院議員〉）
  - ポケモンGO（株式会社ナイアンティック、株式会社ポケモン）
  - （僕の）アモーレ（長友佑都〈サッカー日本代表、セリエA・インテルナツィオナーレ・ミラノ所属〉）
  - PPAP（ピコ太郎〈シンガーソングライター〉）

- 選考委員特別賞
  - 復興城主（熊本市）

インターネットの流行語
- ネット流行語大賞：ピコ太郎の「PPAP/ペンパイナッポーアッポーペン」が最多票を獲得し金賞となった。なお、本年はユーキャン新語・流行語大賞との共通受賞語が多いが、週刊文春関連では「センテンススプリング/文春砲」が特別賞を受賞している。

その他の新語・流行語
- 今年の新語：「ほぼほぼ」が大賞を受賞、以下2位から10位まで「エモい」「ゲスい」「レガシー」「ヘイト」「スカーチョ」「VR」「食レポ」「エゴサ」「パリピ」。選外として「神ってる」「チャレンジ」「IoT」。
- ヌードルハラスメント

### 出版

#### 漫画
- 9月17日 - 週刊少年ジャンプ（集英社）に1976年（昭和51年）から連載されていた、秋本治[注釈 21]作のギャグ漫画『こちら葛飾区亀有公園前派出所』が、この日に発売された同誌2016年42号掲載の第1960話を以て連載終了、40年にわたる歴史に幕を下ろすと同時に、単行本も同日発売され第200巻で完結[a 330]。

### 芸能界
- 1月にジャニーズ事務所所属のアイドルグループ・SMAPの解散騒動が発覚、その後はメンバー5人の出演番組での生謝罪会見などにより解散の危機は回避されたかに見えたが、8月には年内（12月31日）を以てのグループの解散が同事務所より公表された。その後、予定通り12月31日を以て解散し、グループの28年の歴史に幕を下ろした。また、同時に同グループのレギュラー番組『SMAP×SMAP』（関西テレビ・フジテレビ共同制作、同系列放送）が12月26日の放送を以て終了して、20年9か月の歴史に幕を下ろした。
- 4月4日、宇多田ヒカルが2010年末以来5年ぶりに歌手としての活動を再開。
- ベッキーやショーンK、清原和博など週刊文春がスクープを連発して注目を集めた[a 331][a 332]。
- 芸能人の不倫騒動が相次いで発覚した[3][a 333]。
- 極楽とんぼの山本圭壱がフジテレビ系『めちゃ×2イケてるッ!』のスペシャル放送で10年ぶりに地上波テレビ復帰[a 334]。

### 音楽
- 1月13日 - 『STAY TUNE』（Suchmos）
- 1月13日 - 『META』（METAFIVE）
- 2月10日 - 『明日への手紙』（手嶌葵）。フジテレビ系ドラマ『いつかこの恋を思い出してきっと泣いてしまう』主題歌。
- 3月4日 - 『テレキャスター・ストライプ』（ポルカドットスティングレイ）
- 3月16日 - 『FLASH』（Perfume）
- 4月20日 - 『D.A.N.』（D.A.N.）
- 5月18日 - 『BASIN TECHNO』（岡崎体育）。同アルバムに『MUSIC VIDEO』収録。
- 5月25日 - 『PERFECT HUMAN』（RADIO FISH）
- 6月1日 - 『翼はいらない』（AKB48）
- 6月8日 - 『fam fam』（never young beach）。同アルバムに『明るい未来』収録。
- 7月6日 - 『琥珀色の街、上海蟹の朝』（くるり）
- 7月20日 - 『Next One』（GLIM SPANKY）。同アルバムに『怒りをくれよ』（映画『ONE PIECE FILM GOLD』主題歌）収録。
- 7月27日 - 『Hero』（安室奈美恵）。NHKリオデジャネイロオリンピック・パラリンピック放送テーマ曲。
- 7月27日 - 『醒めない』（スピッツ）。同アルバムに『みなと』収録。
- 8月3日 - 『JUICE UP!!』（WANIMA）。同シングルに『ともに』収録。
- 8月24日 - 『君の名は。』（RADWIMPS）
- 9月21日 - 『daydream』（Aimer）。同アルバムに『蝶々結び』収録。第9回「CDショップ大賞」準大賞。
- 9月28日 - 『Fantome』（宇多田ヒカル）。第9回「CDショップ大賞」大賞。
- 10月5日 - 『恋』（星野源）。TBS系テレビドラマ『逃げるは恥だが役に立つ』の主題歌。
- 10月19日 - 『砂の塔』（THE YELLOW MONKEY）
- 11月2日 - 『We love Tank-top』（ヤバイTシャツ屋さん）。同アルバムに『あつまれ!パーティーピーポー』収録。
- 11月9日 - 『サヨナラの意味』（乃木坂46）
- 11月16日 - 『ハッピーエンド』（back number）。映画『ぼくは明日、昨日のきみとデートする』主題歌。
- 11月23日 - 『君への手紙』（桑田佳祐）
- 12月24日 - 音楽ユニットPKCZが乗っていたワゴン車が北海道で交通事故に遭い、メンバー3人を含む7人が病院に搬送。メンバーのMAKIDAIとVERBALが肋骨骨折などの重傷、DJ DARUMAが首を負傷する軽傷を負ったことに伴い、3代目J Soul Brothersが24日ならびに翌25日に札幌ドームにて予定していたPKCZが出演する予定だった札幌公演を中止すると発表[a 335]。なお、後にMAKIDAIとVERBALは全治2～3ヵ月、DJDARUMAが全治1カ月と診断されたことが判明[a 336]。

### 映画
2016年に日本で公開された映画の総興行収入は約2355億円を記録し、現在の統計方式に切り替わった2000年以降で過去最高を更新した。
邦画
本年は『君の名は。』や『シン・ゴジラ』を筆頭に邦画、特に東宝配給映画の好調ぶりが目立った。なお、アニメーション映画については後節「#アニメ」を参照。
- 3月26日 - リップヴァンウィンクルの花嫁（監督：岩井俊二）
- 4月23日 - アイアムアヒーロー（監督：佐藤信介）
- 5月7日（前編）、6月11日（後編） - 64（ロクヨン）（監督：瀬々敬久、主演：佐藤浩市）
- 5月21日 - ディストラクション・ベイビーズ（監督：真利子哲也、主演：柳楽優弥）
- 5月28日 - ヒメアノ〜ル（監督：吉田恵輔）
- 6月18日 - クリーピー 偽りの隣人（監督：黒沢清）
- 7月29日 - シン・ゴジラ（総監督・脚本：庵野秀明、監督・特技監督：樋口真嗣）。12年ぶりの日本製新作ゴジラ[a 339]。平成以降のゴジラシリーズで最高となる観客動員数550万人および興行収入80億円以上を記録[a 340][a 341]。
- 9月17日 - 怒り（監督：李相日）
- 9月17日 - オーバー・フェンス（監督：山下敦弘）
- 10月8日 - 淵に立つ（監督：深田晃司、主演：浅野忠信・筒井真理子）
- 10月14日 - 永い言い訳（監督：西川美和）
- 10月29日 - 湯を沸かすほどの熱い愛（監督：中野量太、主演：宮沢りえ）
- 11月19日 - 聖の青春（監督：森義隆）

洋画
- 洋画では、『スター・ウォーズ/フォースの覚醒』[注釈 23]が興行収入110億円以上を記録[a 342]したほか、ディズニー作品の『ズートピア』、『ファインディング・ドリー』が興行収入70億円前後となるヒットを記録している[a 343][a 344]。

### 演劇
宝塚歌劇団

### テレビ
- 4月1日 - 福岡県のラテ兼営放送局・RKB毎日放送が全国で7番目となる認定放送持株会社に移行し、「RKB毎日ホールディングス」に商号を変更、分割準備会社の商号を「（新）RKB毎日放送」に変更して放送事業・放送免許を旧社から継承[a 345][b 17][注釈 24]。
- 11月7日 - テレビ東京、本社機能を港区虎ノ門の旧本社「日経電波会館」から港区六本木3丁目の住友不動産六本木グランドタワー内の新本社に移転。同時に、地上波とBSジャパンの放送設備を一体化した統合マスター設備を稼働[a 346]。
- 11月21日 - 愛知県に本社を置く中京テレビ放送、名古屋市昭和区高峯町の本社を、中村区平池町のささしまライブ24地区の新社屋に移転[b 18]。
- 12月26日 -『SMAP×SMAP』（関西テレビ・フジテレビ共同制作、同系列放送）が放送終了。

#### ドラマ
- 大河ドラマ『真田丸』
- 1月 - 3月 『お義父さんと呼ばせて』（関西テレビ・フジテレビ系火10）
- 1月 - 3月 『スペシャリスト』（テレビ朝日系木曜ドラマ）  ※2016年ギャラクシー賞マイベストTV賞
- 1月 - 3月 『ちかえもん』（NHK系総合木曜時代劇）  ※2015年向田邦子賞
- 4月 - 10月 NHK連続テレビ小説『とと姉ちゃん』
- 4月 - 6月 『99.9-刑事専門弁護士-』（TBS系日曜劇場）
- 4月 - 6月 『重版出来!』（TBS系火曜ドラマ）
- 4月 - 6月 『毒島ゆり子のせきらら日記』（TBS系水ドラ!!）  ※2016年向田邦子賞
- 4月 - 6月 『僕のヤバイ妻』（関西テレビ・フジテレビ系火10）
- 7月 - 9月 『仰げば尊し』（TBS系日曜劇場）
- 7月 - 9月 『家売るオンナ』（日本テレビ系水曜ドラマ）
- 7月 - 9月 『そして、誰もいなくなった』（日本テレビ系日曜ドラマ）
- 10月 - 2017年4月 NHK連続テレビ小説『べっぴんさん』
- 10月 - 12月 『ドクターX〜外科医・大門未知子〜（第4期）』（テレビ朝日系木曜ドラマ）
- 10月 - 12月 『逃げるは恥だが役に立つ』（TBS系火曜ドラマ）  ※2017年ギャラクシー賞マイベストTV賞
- 11月 - 12月 『コピーフェイス〜消された私〜』（NHK総合ドラマ10）

#### お笑い
コンテスト番組の優勝者
上方漫才大賞
- オール阪神・巨人（吉本興業）

NHK上方漫才コンテスト
- ミキ （吉本興業）

ABCお笑いグランプリ
- セルライトスパ （吉本興業）

M-1グランプリ（テレビ朝日系）
- 銀シャリ （吉本興業）

R-1ぐらんぷり（フジテレビ系）
- ハリウッドザコシショウ（ソニー・ミュージックアーティスツ）

キングオブコント（TBS系）
- ライス（吉本興業）

### ラジオ
- 3月19日 - 大阪府を中心とする近畿広域圏（朝日放送（ABCラジオ）[c 23]・毎日放送（MBSラジオ）[c 24]・大阪放送（ラジオ大阪）[c 25]）の民間AMラジオ放送局におけるFM補完放送（まいどFM）開局[a 347][a 348]。
- 3月28日 - 福岡県の民間のAMラジオ放送局（九州朝日放送（KBCラジオ）[c 26]・RKB毎日放送（RKBラジオ）[c 27]）におけるFM補完放送（ワイドFM）がこの日の13時より開局[a 349]。
- 4月1日
  - 株式会社TBSラジオ&コミュニケーションズ（呼称：TBSラジオ）が商号・社名を「株式会社TBSラジオ」に変更。これにより、同局の対外呼称・呼出名称・社名が統一される[b 19]。
  - 宮崎放送（MRTラジオ）におけるFM補完放送（ワイドFM）開局[c 28]。
- 5月1日 - 熊本県の熊本放送（RKKラジオ）におけるFM補完放送（ワイドFM）開局[c 29]。
- 10月19日 - 北海道のSTVラジオ[c 30]・北海道放送（HBCラジオ）[c 31]のFM補完放送（ワイドFM）本放送開始。ただし、放送エリアは札幌市を中心とする道央圏（石狩振興局管内とその周辺）のみとなる[a 350]。

### アニメ
アニメーション映画
- 3月19日 - 映画 プリキュアオールスターズ みんなで歌う♪奇跡の魔法!（監督：土田豊）。プリキュアシリーズのクロスオーバー作品8作目かつ映画20作記念作品。
- 4月16日 - 名探偵コナン 純黒の悪夢（監督：静野孔文、脚本：櫻井武晴）。「名探偵コナン」劇場用アニメ第20作。興行収入は前作から20億円近く上乗せして、シリーズ最高（当時）となる60億円以上を記録[a 351]。
- 7月16日 - ポケモン・ザ・ムービーXY&Z ボルケニオンと機巧のマギアナ（監督：湯山邦彦）
- 7月23日 - ONE PIECE FILM GOLD（監督：宮元宏彰）
- 8月6日 - ルドルフとイッパイアッテナ（監督：湯山邦彦、榊原幹典）
- 8月26日 - 君の名は。（監督：新海誠）。公開直後からソーシャルメディアなどの口コミで人気に火が付き[4][5]、翌年春以降も公開が続くロングヒットとなった。最終的には観客動員数1900万人および興行収入250億円以上の大ヒットを記録[a 352][a 353][a 354][a 355][a 356][a 357]、日本でこれまでに公開された映画の歴代興行収入ランキングでもトップ5に入っている[e 5][注釈 25]。また、日本のアニメ監督で興行収入100億円を突破したのは宮崎駿に続き2人目の快挙である[a 358]。第20回（2016年）文化庁メディア芸術祭アニメーション部門の大賞を受賞。
- 9月17日 - 映画 聲の形（監督：山田尚子）。第20回（2016年）文化庁メディア芸術祭アニメーション部門の優秀賞を受賞。
- 11月12日 - この世界の片隅に（監督：片渕須直）。 クラウドファンディングにより資金の一部を集めて制作された[6]。東京テアトル配給。当初63館での公開となったが、口コミなどで話題となり公開規模を拡大（累計公開館数は300館以上）[a 359]、ミニシアター系の映画では異例となる観客動員数200万人および興行収入25億円以上を記録[a 360][a 361]。第21回（2017年）文化庁メディア芸術祭アニメーション部門の大賞を受賞。
- 12月17日 - 映画 妖怪ウォッチ 空飛ぶクジラとダブル世界の大冒険だニャン!（監督：ウシロシンジ、横井健司）

テレビアニメ
放送開始月を記載
- 1月 - この素晴らしい世界に祝福を!
- 1月 - 昭和元禄落語心中
- 1月 - 僕だけがいない街
- 2月 - 魔法つかいプリキュア!
- 4月 - ジョーカー・ゲーム
- 4月 - ジョジョの奇妙な冒険 3rd Season『ダイヤモンドは砕けない』
- 4月 - ハイスクール・フリート
- 4月 - 文豪ストレイドッグス
- 4月 - Re:ゼロから始める異世界生活
- 7月 - ツキウタ。
- 7月 - NEW GAME!
- 7月 - モブサイコ100
- 7月 - ラブライブ!サンシャイン!!
- 10月 - クラシカロイド
- 10月 - 3月のライオン
- 10月 - 響け！ ユーフォニアム2

OVA

### ゲーム
- 7月22日 - ポケモンシリーズのスマートフォンゲームアプリ『Pokémon GO』が日本で配信開始[a 362]。歩きスマホ急増や、普段人が少ない公園に数百人規模のポケモントレーナーが集まるなどの社会現象が発生した[a 363]。
- アミューズメント施設・アーケードゲーム
  - VRゲームを体験できる実験施設「VR ZONE Project i Can」（運営：バンダイナムコ）が、4月よりダイバーシティ東京プラザにて期間限定開設[7]。
  - 4月26日 - 『艦これアーケード』が稼働を開始。
- 家庭用ゲーム
  - PlayStation 4用VRヘッドマウントディスプレイ「PlayStation VR」（略称：PS VR）が10月13日発売[a 364]。
  - PlayStation 4/Xbox One用ソフト『ファイナルファンタジーXV』（スクウェア・エニックス）が11月29日発売[b 20]。
  - ニンテンドー3DS用ソフト『桃太郎電鉄2017 たちあがれ日本!!』（任天堂）が12月22日に発売。桃太郎電鉄シリーズ6年ぶりの新作。
- スマートフォン向けゲームアプリ
  - 7月22日 - スマートフォン向けゲームアプリ『Pokémon GO』が配信開始[a 362]。日本を含む世界中で話題となる。
  - 12月15日 - 『Super Mario Run』がiOSで配信開始。

### インターネット
- 3月1日 - 無料インターネットテレビ局AbemaTVが開局。3月1日に先行配信開始。4月11日に本開局[c 32]。
- 6月30日 - 携帯マルチメディア放送の「NOTTV」がサービスを終了[c 33]。
- 10月25日 - 日本国内でApple Payのサービス開始[a 365]。

## スポーツ
- 4月7日 - バドミントン選手の桃田賢斗らが東京都内の違法カジノ店にて賭博をしていたことが判明[a 366]、翌8日に記者会見を開き、賭博を認め、NTT東日本バドミントン部同僚の田児賢一と共に謝罪。10日、日本バドミントン協会が桃田にバドミントン日本代表指定解除及び無期限の競技会出場停止の処分を下す[a 367]。さらに翌11日にNTT東日本は男子バドミントン部を半年間の対外活動自粛とし、賭博に関わった社員の処分を発表、主なところでは、田児は解雇、桃田は出勤停止30日の処分となった[a 368]。
- 8月5日 - （現地時間）リオデジャネイロオリンピックが開幕[a 369]。日本からは338人が参加[a 370]。
- 8月8日 - （日本時間）アメリカ合衆国のメジャーリーグ (MLB) 、マイアミ・マーリンズのイチローが史上30人目のMLB通算3000本安打を達成[a 371]。
- 8月21日 - 第31回夏季オリンピック（リオデジャネイロオリンピック）閉会式。オリンピック旗が、次回開催都市の東京都知事に就任したばかりの小池百合子に引き継がれた。また閉会式には、安倍晋三首相も登場[a 372]。
- 9月7日 - （現地時間）リオデジャネイロパラリンピックが開幕。日本からは132人が参加[a 373]。
- 9月10日 - プロ野球・読売ジャイアンツVS広島東洋カープ22回戦（東京ドーム）で、カープが巨人を6-4で破り、25年ぶり通算7度目のセ・リーグ優勝が決定[a 374]。
- 9月22日 - バスケットボールの新リーグ・ジャパン・プロフェッショナル・バスケットボールリーグ（B.LEAGUE）の開幕戦、アルバルク東京VS琉球ゴールデンキングスが、国立代々木競技場第一体育館で行われ、A東京が琉球を80-75で下して勝利[a 375][a 376]。
- 10月2日 - 女子ゴルフの日本女子オープンで畑岡奈紗が通算4アンダーでアマチュアとして史上初の国内メジャー制覇を果たす。17歳263日での優勝は平瀬真由美の20歳27日を大幅に更新する国内メジャー最年少優勝[a 377]。
- 10月7日 - 東京・銀座で、リオデジャネイロオリンピック・リオデジャネイロパラリンピック日本選手団のメダリストが一堂に会し祝賀御列（パレード）開催[b 21]。
- 10月29日 - SMBC日本シリーズ2016・第6戦がマツダスタジアムで行われ、北海道日本ハムファイターズが10-4で広島東洋カープを退け、対戦成績を4勝2敗とし、10年ぶり3度目の日本一を達成[a 378]。

### 総合競技大会
- 10月1日 - 第71回国民体育大会（希望郷いわて国体）開催（-10日。水泳競技のみ9月4日-11日）[e 6]。
  - 第16回全国障害者スポーツ大会（希望郷いわて大会）

#### 夏季オリンピック・パラリンピック
夏季オリンピック・パラリンピックがブラジルのリオデジャネイロで開催。南米大陸で開催される初のオリンピックで、日本からも多数のアスリートが出場した。
- 第31回夏季オリンピック（リオデジャネイロ）
  - 日本人のメダル獲得数は金12個、銀8個、銅21個の計41個で、前回ロンドン大会の計38個を上回り過去最多となった[a 379]。

- 第15回夏季パラリンピック（リオデジャネイロ）
  - 日本人のメダル獲得数は金0個、銀10個、銅14個の計24個で、前回ロンドン大会の計16個を上回ったものの、夏季パラリンピックで初めて金メダルがゼロに終わった[a 380][a 381]。

### 各競技

#### 野球
- プロ野球

- MLB日本人選手
  - 所属選手：青木宣親（マリナーズ）、イチロー（マーリンズ）、岩隈久志（マリナーズ）、上原浩治（レッドソックス）、川﨑宗則（カブス）、田澤純一（レッドソックス）、田中将大（ヤンキース）、ダルビッシュ有（レンジャーズ）、前田健太（ドジャース）
  - マイアミ・マーリンズのイチローが6月16日、ピート・ローズの持つMLB通算最多安打記録を超えるNPB/MLB（日米プロ野球リーグ）通算4257本安打を達成[a 382]。さらに8月8日には、史上30人目となるMLB通算3000本安打を達成した[a 371]。（いずれも日本時間）。
- 3月8日 - 読売ジャイアンツが緊急記者会見を開催し、所属選手の高木京介が野球賭博に関与していたことを発表[a 383]。これを受け、渡邉恒雄最高顧問、白石興二郎オーナー、桃井恒和球団会長が引責辞任することも公表[a 384]。
- 3月22日 - 日本野球機構（NPB）調査委員会、野球賭博に関与していたことが認定された読売ジャイアンツの高木京介に対し、同選手を1年間の失格処分とし、球団に500万円の制裁金を課す処分案を発表[a 385]。その後、NPBの熊﨑勝彦コミッショナーも調査委員会案と同じ処分を正式に下す[a 386]。これを受け、読売巨人軍は高木京に対し即日、事実上の解雇となる「契約解除」を通達[a 387]。
- 4月29日 - 警視庁、プロ野球・読売ジャイアンツの一連の野球賭博問題に関連し、元投手の笠原将生を、同じく元投手の福田聡志、高木京介に賭博のルールを教えたなどとして賭博開帳図利幇助容疑で、またNPBが「野球賭博常習者」として認定していた人物を賭博開帳図利容疑でそれぞれ逮捕[a 388]。
- 6月16日 - （日本時間）アメリカ合衆国のメジャーリーグ (MLB) 、マイアミ・マーリンズのイチローは、この日行われたVSサンディエゴ・パドレス戦で2安打を放ち、日米通算の安打数を4257本（日本1278本、米国2979本）とし、ピート・ローズ（元シンシナティ・レッズ）のメジャーリーグ通算最多安打数・4256安打を更新[a 389]。
- 9月28日 - プロ野球・埼玉西武ライオンズ対北海道日本ハムファイターズ第25回戦（西武プリンスドーム）で日本ハムが西武に1-0で勝利し、4年ぶり通算7度目となるパ・リーグ優勝を決める。日本ハムは一時、当時首位だった福岡ソフトバンクホークスに最大11.5ゲーム差を付けられていたが[a 390]、それをひっくり返しての優勝となった[a 391]。

#### 相撲
- 1月24日 - 大相撲初場所で、大関・琴奨菊が14勝1敗で幕内初優勝。日本出身力士の幕内最高優勝は、2006年の初場所での栃東以来10年ぶり[a 392]。

#### モータースポーツ
- 全日本スーパーフォーミュラ選手権 - 国本雄資
- 全日本F3選手権 - 山下健太
- SUPER GT
  - GT500 - ヘイキ・コバライネン、平手晃平
  - GT300 - 土屋武士、松井孝允

## 誕生
カテゴリ:2016年生を参照してください。
- 1月1日(公称) - アンドレザ・ジャイアントパンダ、プロレスラー
- 2月5日 - 堰沢結萌、子役
- 2月19日 - 宮崎莉里沙、子役
- 5月12日 - 大野りりあな、子役
- 10月13日 - 磯村アメリ、子役
- 10月15日 - 永尾柚乃、子役

### 人以外
- 結浜、ジャイアントパンダ

## 死去
- 10月27日 - 三笠宮崇仁親王が薨去[c 34]。斂葬の儀は11月4日に豊島岡墓地で挙行された[a 393]。